# Люди, пов'язані з Боннським університетом
Список людей, пов'язаних з Боннським університетом, включаючи тих, хто викладав або навчався в Боннському університеті.

## ЛауреатиНобелівської премії
| рік нагородження | премія                                       | ім'я                           | зв'язок з університетом                  |
| ---------------- | -------------------------------------------- | ------------------------------ | ---------------------------------------- |
| 2020             | Нобелівська премія з фізики                  | Райнгард Ґенцель (1952)        | студент фізики                           |
| 2008             | Нобелівська премія з фізіології або медицини | Гаральд цур Гаузен (1936—2023) | студент медицини                         |
| 1994             | Нобелівська премія з економіки               | Райнгард Зелтен (1930—2016)    | професор Боннської вищої школи економіки |
| 1989             | Нобелівська премія з фізики                  | Вольфганг Пауль (1913—1993)    | професор і директор фізичного інституту  |
| 1969             | Нобелівська премія з фізіології або медицини | Макс Дельбрюк (1906—1981)      | студент астрономії                       |
| 1934             | Нобелівська премія з літератури              | Луїджі Піранделло (1867—1936)  | студент і викладач романських мов        |
| 1910             | Нобелівська премія з хімії                   | Отто Валлах (1847—1931)        | професор, завідувач кафедри фармакології |
| 1910             | Нобелівська премія з літератури              | Пауль Гейзе (1830—1914)        | студент історії мистецтва та романістики |
| 1905             | Нобелівська премія з фізики                  | Філіпп Ленард (1862—1947)      | професор                                 |

## Медалісти Філдса
| рік нагородження | ім'я             | зв'язок з університетом                                 |
| ---------------- | ---------------- | ------------------------------------------------------- |
| 2022             | Марина Вязовська | докторська ступінь в Боннському університеті            |
| 2018             | Петер Шольце     | студент, науковець Математичного інституту Макса Планка |
| 1998             | Максим Концевич  | докторська ступінь в Боннському університеті            |
| 1986             | Герд Фалтінгс    | викладач, директор Математичного інституту Макса Планка |

## Ректори[1]
| роки        | ім'я                                   | галузь                                       |
| ----------- | -------------------------------------- | -------------------------------------------- |
| 1818—1819   | Карл Дітріх Гюльман                    | історія                                      |
| 1819—1820   | Йоганн Крістіан Вільгельм Августі      | теологія                                     |
| 1821—1822   | Петер Алоїз Грац                       | католицька теологія                          |
| 1822—1823   | Карл Дітріх фон Мюнхов                 | математик                                    |
| 1823—1824   | Йоганн Крістіан Вільгельм Августі      | теологія                                     |
| 1824—1825   | Август Вільгельм Шлегель               | індологія                                    |
| 1825—1826   | Йоган Крістіан Гассе                   | правознавство                                |
| 1826—1827   | Якоб Неггерат                          | мінералогія, геогнозія                       |
| 1827—1828   | Карл Іммануїл Ніцш                     | євангелічна теологія                         |
| 1828—1829   | Август Вільгельм Геффтер               | правознавство                                |
| 1829—1830   | Клеменс-Август фон Дросте цу Гюльсхофф | правознавство                                |
| 1830—1831   | Йоганн Карл Людвіг Гізелер             | католицька теологія                          |
| 1831—1832   | Вільгельм Адольф Дістервег             | математика                                   |
| 1832—1833   | Фердинанд Вальтер                      | правознавство                                |
| 1833—1834   | Крістіан Август Брандіс                | філософія                                    |
| 1834—1835   | Август Фердинанд Наеке                 | класична філологія                           |
| 1835—1836   | Георг Вільгельм Фрейтаг                | східні мови                                  |
| 1836—1837   | Карл Вільгельм Вутцер                  | хірургія                                     |
| 1837—1838   | Фрідріх Готліб Велькер                 | класична філологія та археологія             |
| 1838—1839   | Карл Маєр                              | анатомія                                     |
| 1839—1840   | Август Гольдфус                        | зоологія, зоотомія, мінералогія, геологія    |
| 1840—1841   | Ернст Моріц Арндт                      | історія                                      |
| 1841—1842   | Карл Густав Бішоф                      | хімія                                        |
| 1842—1843   | Моріц Науманн                          | клінічна медицина                            |
| 1843—1844   | Фрідріх Блік                           | теологія                                     |
| 1844—1845   | Юліус Плюккер                          | математика, фізика                           |
| 1845—1846   | Петер Франц Ігнац Дейтерс              | правознавство                                |
| 1846—1847   | Фрідріх Річль                          | класична філологія                           |
| 1847—1848   | Фрідріх ван Калкер                     | філософія                                    |
| 1848—1849   | Йоганн Вільгельм Лебель                | історія                                      |
| 1849—1850   | Фрідріх Блюме                          | правознавство                                |
| 1850—1851   | Фрідріх Вільгельм Август Аргеландер    | астрономія                                   |
| 1851—1852   | Йоганн Йозеф Бауербанд                 | правознавство                                |
| 1852—1853   | Бернхард Йозеф Гілгерс                 | правознавство                                |
| 1853—1854   | Карл Селл                              | правознавство                                |
| 1854—1855   | Карл Вільгельм Вутцер                  | хірургія                                     |
| 1855—1856   | Юліус Плюккер                          | математика, фізика                           |
| 1856—1857   | Петер Франц Ігнац Дейтерс              | правознавство                                |
| 1857—1858   | Гуго Гельшнер                          | правознавство                                |
| 1858—1859   | Отто Ян                                | класична філологія, археологія               |
| 1859—1860   | Франц Петер Кнудт                      | філософія                                    |
| 1860—1861   | Франц Герман Трошель                   | зоологія                                     |
| 1861—1862   | Бернард Йозеф Гілгерс                  | католицька теологія                          |
| 1862—1863   | Вільгельм Буш                          | хірургія                                     |
| 1863—1864   | Йоганн Йозеф Бауербанд                 | правознавство                                |
| 1864—1865   | Фрідріх Вільгельм Август Аргеландер    | астрономія                                   |
| 1865—1866   | Моріц Науманн                          | клінічна медицина                            |
| 1866—1867   | Вільгельм Людвіг Краффт                | євангелічна теологія                         |
| 1867—1868   | Генріх фон Зібель                      | історія                                      |
| 1868—1869   | Фрідріх Блюме                          | правознавство                                |
| 1869—1870   | Фрідріх Гаймзет                        | класична філологія                           |
| 1870—1871   | Густав Файт                            | акушерство                                   |
| 1871—1872   | Арнольд Шефер                          | історія                                      |
| 1872—1873   | Ервін Нассе                            | хірургія, патологічна анатомія               |
| 1873—1874   | Франц Генріх Ройш                      | теологія                                     |
| 1874—1875   | Рудольф Ліпшиц                         | математика                                   |
| 1875—1876   | Родеріх фон Штінцінґ                   | правознавство                                |
| 1876—1877   | Вільгельм Мангольд                     | євангельська теологія                        |
| 1877—1878   | Август Кекуле                          | хімія                                        |
| 1878—1879   | Франц Бюхелер                          | класична філологія                           |
| 1879—1880   | Йоганнес фон Ганштайн                  | ботаніка                                     |
| 1880—1881   | Уго Рюле                               | внутрішня медицина                           |
| 1881—1882   | Йоганн Фрідріх фон Шульте              | правознавство                                |
| 1882—1883   | Герман Узенер                          | класична філологія                           |
| 1883—1884   | Йозеф Ланген                           | католицька теологія                          |
| 1884—1885   | Рудольф Клаузіус                       | фізика                                       |
| 1885—1886   | Карл Бінц                              | фармакологія                                 |
| 1886—1887   | Юрген Бона Меєр                        | філософія                                    |
| 1887—1888   | Едуард Шенфельд                        | астрономія                                   |
| 1888—1889   | Йозеф Нойгайзер                        | філософія                                    |
| 1889—1890   | Едуард Пфлюгер                         | фізіологія                                   |
| 1890—1891   | Герман Гюффер                          | правознавство                                |
| 1891—1892   | Едуард Страсбургер                     | ботаніка                                     |
| 1892—1893   | Теодор Саеміш                          | офтальмологія                                |
| 1893—1894   | Адольф Кампгаузен                      | євангелічна теологія                         |
| 1894—1895   | Генріх Ніссен                          | історія                                      |
| 1895—1896   | Моріц Ріттер                           | середньовічна та сучасна історія             |
| 1896—1897   | Герман Зойфферт                        | правознавство                                |
| 1897—1898   | Вільгельм Вільманнс                    | німецька мова та література                  |
| 1898—1899   | Карл Кестер                            | патологічна анатомія                         |
| 1899—1900   | Антон Еміль Фрідріх Зіфферт            | євангельська теологія                        |
| 1900—1901   | Адольф фон Лавалетт Сен Жорж           | анатомія                                     |
| 1901—1902   | Макс Георг Губер                       | зоологія                                     |
| 1901—1902   | Губерт Людвіг                          | зоологія                                     |
| 1902—1903   | Ернст Цітельман                        | правознавство                                |
| 1903—1904   | Фрідріх фон Бецольд                    | історія                                      |
| 1904—1905   | Генріх Шерс                            | католицька теологія                          |
| 1905—1906   | Герман Якобі                           | порівняльне мовознавство                     |
| 1906—1907   | Едуард Графе                           | євангельська теологія                        |
| 1907—1908   | Бенно Ердманн                          | філософія                                    |
| 1908—1909   | Фрідріх Шульце                         | внутрішня медицина, неврологія               |
| 1909—1910   | Георг Лешке                            | класична археологія                          |
| 1910—1911   | Філіп Цорн                             | правознавство                                |
| 1911—1912   | Карл Фрідріх Кюстнер                   | астрономія                                   |
| 1912—1913   | Карл Селл                              | євангельська теологія                        |
| 1913—1914   | Алоїс Шульте                           | середньовіччя та сучасна історія             |
| 1914—1915   | Ернст Ландсберг                        | правознавство                                |
| 1915—1916   | Ріхард Аншюц                           | хімія                                        |
| 1916—1917   | Хьюго Рібберт                          | патологічна анатомія та фізіологія           |
| 1917—1918   | Фрідріх Маркс                          | класична філологія                           |
| 1918—1919   | Ернст Цітельман                        | правознавство                                |
| 1919—1921   | Фріц Тільман                           | католицька теологія                          |
| 1921—1922   | Ганс Фітінг                            | ботаніка                                     |
| 1922—1923   | Отто фон Франке                        | гінекологія                                  |
| 1923—1924   | Конрад Ціхоріус                        | історія                                      |
| 1924—1925   | Йозеф Гаймбергер                       | правознавство                                |
| 1925—1926   | Адольф Дірофф                          | філософія, психологія                        |
| 1926—1927   | Йоганнес Майнхольд                     | економіка та політичні науки                 |
| 1927—1928   | Рудольф Майснер                        | германознавство                              |
| 1928—1929   | Арнольд Радемахер                      | апологетика, філософія                       |
| 1929—1930   | Генріх Конен                           | фізика                                       |
| 1930—1931   | Річард Зібек                           | офтальмологія                                |
| 1931—1932   | Пол Пфайффер                           | хімія                                        |
| 1932—1933   | Адольф Жича                            | правознавство                                |
| 1933—1934   | Фрідріх Пітруський                     | судова та соціальна медицина                 |
| 1934—1935   | Ганс Науман                            | медієвістика                                 |
| 1935        | Карл Теодор Кіпп                       | правознавство                                |
| 1936—1939   | Карл Шмідт                             | офтальмологія                                |
| 1939—1945   | Карл Чудоба                            | мінералогія                                  |
| 1945        | Теодор Брінкман                        | сільськогосподарський менеджмент             |
| 1945—1948   | Генріх Конен                           | фізика                                       |
| 1948        | Мартін Нот                             | євангельська теологія                        |
| 1948—1950   | Теодор Клаузер                         | католицька теологія, християнська археологія |
| 1950—1951   | Ернст Фрізенхан                        | правознавство                                |
| 1951—1953   | Вернер Ріхтер                          | германістика                                 |
| 1953—1954   | Пауль Мартіні                          | внутрішня медицина                           |
| 1954—1955   | Буркхардт Гельферіх                    | хімія                                        |
| 1955—1956   | Ганс Браун                             | захист рослин                                |
| 1956—1957   | Карл Теодор Шефер                      | католицька теологія                          |
| 1957—1958   | Мартін Нот                             | євангельська теологія                        |
| 1958—1959   | Йоганнес Штейдель                      | історія                                      |
| 1959—1960   | Макс Браубах                           | історія                                      |
| 1960—1961   | Карл Троль                             | географія, картографія                       |
| 1961—1962   | Генріх Нігауз                          | аграрна політика, економіка                  |
| 1962—1963   | Ганс Вельцель                          | правознавство                                |
| 1963—1964   | Вільгельм Діршерль                     | хімія                                        |
| 1964—1965   | Гуго Мозер                             | германістика                                 |
| 1965—1966   | Вільгельм Грот                         | фізична хімія                                |
| 1966—1967   | Едмунд Гасснер                         | містобудівне проєктування                    |
| 1967—1968   | Вільгельм Шнемельхер                   | євангельська теологія                        |
| 1968—1969   | Карл Йозеф Парч                        | правознавство                                |
| 1969—1970   | Ганс Йорг Вайтбрехт                    | психіатрія, неврологія                       |
| 1970—1971   | Геральд Грюнвальд                      | правознавство                                |
| 1971—1972   | Гатто Герберт Шмітт                    | стародавня історія                           |
| 1972—1974   | Ганс-Йоахім Ротерт                     | теологія                                     |
| 1974—1976   | Ганс Еглі                              | фізіологія                                   |
| 1976—1977   | Рольф Лейс                             | математика                                   |
| 1977—1979   | Алоїз Гейпель                          | картографія, топографія                      |
| 1979—1981   | Ганс-Якоб Крюммель                     | бізнес-адміністрування                       |
| 1981—1983   | Вернер Беш                             | германістика                                 |
| 1983—1985   | Франц Бекле                            | теологія                                     |
| 1985—1992   | Курт Флейшгауер                        | анатомія                                     |
| 1992—1996   | Макс Георг Губер                       | фізика                                       |
| 1996—2004   | Клаус Борхард                          | містобудування                               |
| 2004—2009   | Матіас Вінігер                         | географія                                    |
| 2009—2015   | Юрген Форманн                          | германістика                                 |
| 2015—донині | Міхаель Хоч                            | біологія розвитку                            |

## Почесні доктори
| Почесний доктор                 | коротко про особу                                                                        | рік присвоєння                                |
| ------------------------------- | ---------------------------------------------------------------------------------------- | --------------------------------------------- |
| Ерік Арнбергер                  | картограф                                                                                | 1971                                          |
| Антон Баумстарк молодший        | філолог                                                                                  | 1925                                          |
| Георг Берінг                    | церковний історик                                                                        | 1966                                          |
| Герман Брассерт                 | юрист                                                                                    | 1865                                          |
| Райнхард Браунс                 | мінералог                                                                                | 1935                                          |
| Йоганн Віктор Бредт             | адвокат                                                                                  | 1925                                          |
| Вальтер Густав Бреннер          | інженер сільськогосподарського машинобудування                                           | 1960                                          |
| Фрідріх фон Брухгаузен          | фармацевт                                                                                | 1954                                          |
| Франц Бюхелер                   | класичний філолог                                                                        |                                               |
| Віктор Вайдтман                 | менеджер                                                                                 | 1923                                          |
| Вільгельм Варш                  | політик (почесний громадянин)                                                            |                                               |
| Карл Георг Вевер                | генеральний прокурор                                                                     | 1879                                          |
| Антон Карл Велтер               | юрист і політик                                                                          | 1871                                          |
| Вільгельм де Верт               | юрист і політик                                                                          |                                               |
| Роуен Вільямс                   | архієпископ Кентерберійський                                                             | 2004                                          |
| Ганс фон Вольтеліні             | юрист та історик                                                                         |                                               |
| Генріх Гайслер                  | механік                                                                                  | 1868                                          |
| Тамаз Гамкрелідзе               | лінгвіст і сходознавець                                                                  |                                               |
| Карл Гарре                      | хірург                                                                                   |                                               |
| Лудо Моріц Гартманн             | історик                                                                                  |                                               |
| Фріц-Аурель Герген              | промисловий менеджер                                                                     | до 1956                                       |
| Андреас Гермес                  | політик                                                                                  | 1950                                          |
| Емануель Гехт                   | автор підручника                                                                         |                                               |
| Фердинанд фон Гіллер            | композитор                                                                               | 1886                                          |
| Пауль фон Гінденбург            | президент Рейху                                                                          |                                               |
| Ернст Гойманн                   | ботанік                                                                                  |                                               |
| Ганс Грауерт                    | математик                                                                                |                                               |
| Франц Фрідріх Гребер            | протестантський теолог                                                                   | 1830                                          |
| Клаус Грот                      | письменник                                                                               | 1855                                          |
| Роберт Гроше                    | католицький теолог                                                                       | 1953                                          |
| Дітер Денеке                    | політик                                                                                  | 1977                                          |
| Костянтин фон Дітце             | вчений-аграрій                                                                           | 1960                                          |
| Макс Ернст                      | художник                                                                                 | 1972                                          |
| Йоганн Зюйберт Зайберц          | юрист та історик                                                                         | 1860                                          |
| Фрідріх Зоннекен                | фабрикант                                                                                | 1919                                          |
| Натан Зунц                      | фізіолог                                                                                 | 1919                                          |
| Вальтер Адольф Йор              | економіст                                                                                | 1967                                          |
| Фрідріх Карренберг              | соціальний етик                                                                          | 1955                                          |
| Ладиженська Ольга Олександрівна | математик                                                                                | 2002                                          |
| Августінос Ламбардакіс          | архієпископ                                                                              |                                               |
| Генріх Любке                    | федеральний президент                                                                    | 1953                                          |
| Карл Теодор Роберт Лютер        | астроном                                                                                 | 1855                                          |
| Томас Манн                      | письменник                                                                               | 1919, позбавлений 1936, повернуте звання 1946 |
| Густав фон Мевіссен             | підприємець і політик                                                                    | 1885                                          |
| Ернст фон Мірбах                | прусський судовий чиновник                                                               | 1914                                          |
| Фріц Мішель                     | лікар та історик                                                                         | 1941                                          |
| Генрик Мушинський               | католицький теолог                                                                       | 2003                                          |
| Карл Мюллер                     | політик                                                                                  | 1949                                          |
| Бертольд Нассе                  | адвокат                                                                                  | 1903                                          |
| Едуард Норден                   | професор, класичний філолог                                                              | 1914                                          |
| Гюнтер Оше                      | еволюційний біолог і еколог                                                              | 2001                                          |
| Дамаскінос Папандреу            | архієпископ                                                                              | 1986                                          |
| Луї Пастер                      | вчений-натураліст                                                                        | 1868                                          |
| Еріх Прітш                      | юрист                                                                                    | 1961                                          |
| Карл Раух                       | адвокат                                                                                  |                                               |
| Джуліус Ребек                   | хімік                                                                                    | 2010                                          |
| Франц Антон Ріс                 | вчитель гри на скрипці Бетховена                                                         | 1845                                          |
| Моріц Ріттер                    | історик                                                                                  | 1919                                          |
| Хайле Селассіє I                | імператор Ефіопії                                                                        | 1954                                          |
| Альберт Серве                   | політик                                                                                  |                                               |
| Вільгельм Спірітус              | мер Бонна                                                                                | 1919                                          |
| Евальд Рудольф Стір             | теолог                                                                                   | 1846                                          |
| Август Твестен                  | теолог                                                                                   | 1826                                          |
| Віллі Тейлер                    | класичний філолог                                                                        | 1968                                          |
| Фердинанд Тенніс                | соціолог                                                                                 | 1927                                          |
| Жак Тітс                        | математик                                                                                | 1986                                          |
| Георг Тішлер                    | ботанік                                                                                  | 1949                                          |
| Вернер Трутвін                  | теолог                                                                                   | 2009                                          |
| Герберт Фалькен                 | художник і священник                                                                     | 1998                                          |
| Арнольд Ферстер                 | ботанік і ентомолог                                                                      | 1853                                          |
| Альфред Філіппсон               | географ                                                                                  | 1946                                          |
| Отто Фінш                       | етнолог                                                                                  | 1868                                          |
| Герхард Фішбек                  | вчений у галузі рослинництва та селекції                                                 | 1985                                          |
| Густав Фішер                    | сільськогосподарський інженер                                                            | 1948                                          |
| Гаральд Фукс                    | класичний філолог                                                                        | 1968                                          |
| Ульріх Хаберланд                | хімік                                                                                    | 1960                                          |
| Юст Хасхаген                    | історик                                                                                  | 1925                                          |
| Карл Цукмаєр                    | письменник                                                                               | 1956                                          |
| Шенуда III                      | Папа Престолу Святого Марка (Коптська церква)                                            | 1997                                          |
| Йоганнес Шлінгензіпен           | протестантський теолог, активний учасник церковної боротьби за часів націонал-соціалізму | 1958                                          |
| Вільгельм Шмідт (етнограф)      | етнолог                                                                                  |                                               |
| Вільгельм Шмідт (зоолог)        | зоолог                                                                                   |                                               |
| Йоганн Фрідріх Юліус Шмідт      | астроном                                                                                 | 1868                                          |
| Вільгельм Шмідтбонн             | письменник                                                                               | 1936                                          |
| Юрген Шмуде                     | федеральний міністр                                                                      | 2009                                          |
| Людвіг Шпігель                  | юрист                                                                                    | 1925                                          |
| Герман Шредер                   | композитор                                                                               | 1974                                          |
| Дітріх Штайнведе                | релігійний педагог                                                                       | 2001                                          |
| Рудольф Шульц                   | архітектор                                                                               | 1919                                          |

## Науковці

### А
- Герхард Адельман (1925—2006), історик
- Ульріх Айбах (нар. 1942), професор теології
- Готфрід Айзерман (1918—2014), соціолог
- Річард Алевін (1902—1979), германіст і літературний критик
- Беда Аллеман (1926—1991), літературознавець
- Горст Альбах (1931—2021), економіст
- Серхіо Альбеверіо[de] (нар. 1939), математичний фізик і математик
- Йоганн Фрідріх Герман Альберс[de] (1805—1867), медик
- Реймар фон Альвенслебен (1940—2023), вчений-аграрій
- Вольфганг Альт[de] (нар. 1947), професор математики та теоретичної біології
- Ганс Вільгельм Альт[de] (нар. 1945), математик
- Герд Альтгоф (нар. 1943), історик
- Карл-Гайнц Альтхофф[de] (1925—2021), фізик
- Геза Альфельді (1935—2011), античний історик
- Стефан Андреає (1931—2011), католицький теолог
- Фрідріх Андрес[de] (1882—1947), релігієзнавець
- Густав Адольф Анріх (1867—1930), протестантський теолог
- Фрідріх-Вільгельм Аргеландер (1799—1875), астроном
- Фрідріх Аребое[de] (1865—1942), аграрний економіст
- Удо Арнольд (нар. 1940), історик, викладач історії
- Мартін Ауст (нар. 1971), історик
- Теодор Ауфрехт[de] (1822—1907), індолог і санскритолог
- Ганс Ахеліс[de] (1865—1937), протестантський теолог, історик церкви та християнський археолог
- Йоганн Генріх Ахтерфельд[de] (1788—1877), католицький теолог
- Людвіг Ашофф[de] (1866—1942), медицина, патолог
- Фолькер Ашофф (1907—1996), професор інженерії зв'язку
- Юрген Ашофф[de] (1913—1998), медицина, біолог

### Б
- Людвіґ Байсснер (1843—1927), інспектор ботанічного саду Бонна
- Ганс Баріон (1899—1973), католицький канонічний юрист
- Юлій Барон (1834—1898), правознавець
- Карл Барт (1886—1968), теолог
- Вільгельм Бартлот[de] (нар. 1946), біолог (ботаніка) і фахівець з біоніки
- Бруно Бауер (1809—1882), теолог
- Вінфрід Баумгарт (нар. 1938), історик
- Макс Пітер Баур[de] (нар. 1948), професор медичної біометрії, інформатики та епідеміології
- Карл Баус (1904—1994), католицький теолог
- Андреас Беєр (нар. 1957), історик мистецтва
- Конрад Беєрле (1872—1933), правознавець
- Герберт фон Бекерат[de] (1886—1966), економіст
- Ервін фон Бекерат[de] (1889—1964), економіст
- Йозеф Беккер[de] (1895—1966), лікар
- Карл Генріх Беккер[de] (1876—1933), сходознавець
- Оскар Беккер● (1889—1964), філософ
- Фрідріх Беккер[de] (1900—1985), астроном
- Карл Хайнц Бекуртс[de] (1930—1986), фізик
- Вільгельм Бенекке[de] (1868—1946), фізіолог рослин
- Август Бер, професор фізики
- Карл Вільгельм Сигізмунд Бергеман[de] (1804—1884), професор хімії
- Вільгельм Ріхард Бергер (1935—1996), літературознавець
- Крістіан Бергер (нар. 1951), музикознавець
- Ульріх Бергер (нар. 1970), професор економіки Віденського університету економіки та бізнесу, науковий стипендіат Боннського університету
- Людвіг Бергштрассер[de] (1883—1960), політолог
- Якоб Бернейз (1824—1881), класичний філолог
- Моріц Август фон Бетман-Гольвег[de] (1795—1877), юрист
- Матіас Бехер (нар. 1959), професор історії
- Фрідріх фон Бецольд[de] (1848—1928), історик
- Вернер Беш (нар. 1928), германіст
- Франц Бидлінський (1931—2011), правознавець
- Ернст Бікель (1876—1961), класичний філолог
- Август Бір (1861—1949), медик
- Крістоф Генріх Ернст Бішофф[de] (1781—1861), лікар і фармаколог
- Райнер Блазіус (нар. 1952), історик
- Конрад Блейлер[de] (1912—1992), фізик
- Горст Блекман[de] (нар. 20 ст.), зоолог
- Матіас Йозеф Блуфф (1805–1837), ботанік
- Гельмут Бойман (1912—1995), історик
- Ганс Бонне[de] (1887—1972), єгиптолог
- Йоганнес Боттервек (1917—1981), католицький теолог
- Фрідріх Вільгельм Бош (1911—2000), професор права
- Геннінг Брандіс[de] (1916—2004), мікробіолог
- Дітріх Брандіс[de] (1824—1907), ботанік
- Крістіан Август Брандіс[de] (1790—1867), філософ
- Август Брандт (1866—1917), теолог
- Макс Браубах[de] (1899—1975), історик
- Рейнхард Браунс (1861—1937), мінералог
- Карл Дітріх Брахер (1922—2016), політолог
- Вольфганг Бреєр (нар. 1966), бізнес-економіст
- Вільгельм Брейнінг (1920—2016), католицький теолог
- Моріц Брінкманн (нар. 1972), юрист
- Тільман Будденсіг (1928—2013), мистецтвознавець
- Мартін Бумс (нар. 1971), філософ
- Герман Буньєс (1911—1945), історик мистецтва
- Герберт фон Буттлар[de] (1912—1976), археологія, класична філологія, германистика та історія мистецтва, класичний археолог
- Рене Бухгольц (нар. 1958), католицький теолог
- Генріх Бухенауер (нар. 1940), фахівець з фітомедицини
- Вільгельм Буш (1826—1881), хірург
- Едуард Бьокінг[de] (1802—1870), юрист та історик
- Артур Бюлов (1901—1988), юрист
- Франц Бюхелер[de] (1837—1908), філологія

### В
- Герхард Вагнер (нар. 1962), юрист
- Лео Вайбель[de] (1888—1951), географ
- Еріх Вайгелін (1916—2010), офтальмолог
- Еріх Вайс (1939—2020), професор землеустрою та економіки ґрунтів
- Карл Крістіан фон Вайцзекер (нар. 1938), професор економіки
- Отто Валлах (1847—1931), хімік
- Вінфрід Валенсік (1929—2008), уролог
- Крістіан Вальдгоф (нар. 1965), юрист
- Ганс Вальденфельс (1931—2023), католицький теолог
- Герберт Вальдман[de] (нар. 1957), хімік
- Генрік Вальтер (нар. 1962), психіатр
- Герберт Вальтер[de] (1935—2006), фізик
- Оскар Вальцель[de] (1864—1944), германіст
- Анрі-Каміль Вампах[de] (1884—1958), історик та архівіст
- Крістіан Вандрей[de] (нар. 1943), хімік
- Конрад Варрентрап[de] (1844—1911), історик
- Франц Вассермаєр (нар. 1940), юрист
- Адольф Вах (1843—1926), юрист
- Аксель Вебер (нар. 1957), економіст
- Андреас Вебер[de] (1964—2020), математик і інформатик
- Гельмут фон Вебер (1893—1970), юрист
- Моріц Ігнац Вебер[de] (1795—1875), анатом
- Теодор Вебер[de] (1836—1906), філософ, другий єпископ старокатолицької церкви
- Ернст аус'м Веерт[de] (1829—1909), археолог і засновник Державного музею
- Майкл Веєрс[de] (нар. 1937), сходознавець
- Густав Вейт[de] (1824—1903), гінеколог
- Карл Теодор Велкер[de] (1790—1869), юрист
- Матіас Веллер (нар. 1971), правознавець
- Генріх Карл Вельтцієн (1928—2020), вчений-аграрій і фітопатолог
- Ганс Вельцель (1904—1977), адвокат у кримінальних справах
- Йоганнес Марія Вервейен[de] (1883—1945), філософ
- Міхаель Ветцель (нар. 1952), літературознавець і медіазнавець
- Єнс Віген[de] (нар. 1967), математик
- Еріх Віде (нар. 1942), соціолог
- Альфред Відеман[de] (1856—1936), єгиптолог
- Бенно фон Візе[de] (1903—1987), германіст
- Вольфганг Вілл (нар. 1948), античний історик
- Стефан Вільд (нар. 1937), сходознавець
- Манфред Віндфюр (нар. 1930), літературознавець
- Бернгард Віндшайд (1817—1892), юрист
- Клаус Вітен[de] (1932—2014), мінералог
- Бертольд Вітте[de] (нар. 1937), геодезист
- Гельмут Волленвебер (1903—1976), економіст
- Майкл Вольтер (нар. 1950), теолог
- Гельмут Вольф[de] (1910—1994), геодезист
- Ервін Вольф (1924—2007), літературознавець
- Ернст Вольф (1902—1971), теолог
- Мартін Вольф[de] (1872—1953), юрист
- Карл Вормфельде[de] (1881—1944), інженер сільського господарства
- Герман Вурмбах[de] (1903—1976), зоолог
- Пол Вурстер[de] (1926—1994), геолог

### Г
- Матіас Гааке (нар. 1975), античний історик
- Ганнс Габельман[de] (1936—1996), класичний археолог
- Маркус Габріель (нар. 1980), філософ
- Ганс Фрідгельм Гауль (нар. 1927), юрист
- Гельмут Ган[de] (нар. 1921), професор, з 1965 р. повний професор соціальної та економічної географії
- Норберт Ган[de] (нар. 1932), професор фізіології, голова експериментальної хірургії в 1964 році
- Гюнтер Гардер[de] (нар. 1938), математик
- Карл Гарре[de] (1857—1928), професор хірургії
- Пауль Гартман[de] (1869—1944), теолог та історик мистецтва
- Йоахім Гартунг[de] (1948—2014), математик і статистик
- Йорг-Дітер Гаугер (1947—2015), античний історик
- Фелікс Гауптман[de] (1856—1934), правознавець
- Фелікс Гаусдорф (1868—1942), математик
- Август Гебауер[de] (1792—1852), письменник, професор філософії
- Юліус Гевлінг[de] (1842—1909), римо-католицький священник і політик центру
- Едуард Гегель (1911—2005), теолог
- Едуард Гейне (1821—1881), математик
- Йоганнес Геккель (1889—1963), юрист
- Герман фон Гельмгольц (1821—1894), фізіолог і фізик
- Альберт Гензель (1895—1933), податковий адвокат
- Андреас Генсе[de] (нар. 1956), метеоролог
- Генріх Гепперт[de] (1867—1937), правознавець
- Домінік Гепперт (нар. 1970), історик
- Юліус Гепперт[de] (1856—1937), фармаколог
- Клаус Гердіц (нар. 1975), юрист
- Людвіг Геркрат[de] (1832—1864), філософ
- Георг Гермес[de] (1775—1831), теолог
- Манфред Геррманн[de] (1932—1997), математик
- Генріх Герц (1857—1894), фізик
- Дітмар Герц (1958—2018), політолог
- Герберт Гесмер[de] (1904—1982), лісознавець
- Леопольд Карл Гетц[de] (1868—1931), професор старокатолицької теології, славіст і доцент філософії
- Лотар Геффтер[de] (1862—1962), математик
- Клаус Гільдебранд (нар. 1941), історик
- Клаус Гільдеманн (нар. 1942), протестантський теолог
- Йоганн Гільдемейстер[de] (1812—1890), професор східних мов
- Ніколаус Гіммельман[de] (1929—2013), класичний археолог
- Фрідріх Гірцебрух (1927—2012), математик
- Лотар Гісс (1960—2022), історик
- Йоганн Вільгельм Гітторф[de] (1824—1914), фізик
- Вальтер Гофман[de] (1912—1995), професор геодезії
- Еріх Гофман (1868—1959), лікар і відкривач збудника сифілісу
- Юстус Мюллер Гофстеде (1929—2015), історик мистецтва
- Еріх Грассер (1927—2017), теолог
- Карін Грассхоф[de] (нар. 1937), почесний професор права, суддя Федерального конституційного суду
- Карл Фрідріх Грауманн (1923—2007), психолог
- Леонхард Гребе[de] (1883—1967), фізик
- Джозеф Гревінг[de] (1868—1919), церковний історик
- Стефан Грейнер (нар. 1978), юрист
- Юліус Грімм[de] (1821—1911), юрист
- Стефан Грімме[de] (нар. 1963), хімік
- Франц Гронер (1913—1991), католицький теолог
- Вальтер Грот (1921—1989), професор анатомії та фізіології домашніх тварин
- Вільгельм Грот[de] (1904—1977), фізико-хімік
- Манфред Гротен (нар. 1949), історик
- Ніколай Ґрубе (нар. 1962), стародавній американіст, дослідник майя
- Клаус Вернер Грюліх (1943—2012), юрист
- Герд Губер (1921—2012), психіатр
- Ернст Рудольф Губер (1903—1990), приват-доцент комерційного права в Боннському університеті
- Карл-Гайнц Гурський (1943—2021), юрист
- Манфред Гуттер (нар. 1957), професор порівняльного релігієзнавства
- Манфред Гьотерт (1939—2019), фармаколог і токсиколог
- Рудольф Гюбнер[de] (1864—1945), юрист та історик права
- Даніель Гюйбрехтс[de] (нар. 1966), математик
- Пауль Гюсфельдт[de] (1840—1920), приват-доцент, географ
- Альфред Гютгеман[de] (1907—1985), хірург
- Райнер Гюттеманн (нар. 1963), німецький правознавець

### Д
- Манфред Дайстлер[de] (нар. 1941), математик
- Фрідріх Крістоф Дальман[de] (1785—1860), історик, депутат Франкфуртських національних зборів
- Жозеф Едуард д'Альтон[de] (1772—1840), археолог і природничий історик
- Ернст Дассман (нар. 1931), теолог
- Ганс Дахс (юрист, 1904)[de] (юрист, 1904) (1904—1972), право, почесний професор
- Ганс Дахс (юрист, 1935)[de] (юрист, 1935) (1935—2018), право, почесний професор
- Ганс Делле (1893—1980), юрист
- Йоганн Фрідріх Фердинанд Дельбрюк[de] (1772—1848), філософ і ритор
- Річард Дельбрюк[de] (1875—1957), класичний археолог
- Франц Йосиф Дельгер[de] (1879—1940), історик церкви, релігієзнавець, християнський археолог
- Карл Генріх Денкер[de] (1900—1967), інженер сільського господарства, декан сільськогосподарського факультету 1952/53
- Адольф де Ла Валетт-Сент Джордж[de] (1831—1910), зоолог і анатом
- Вільгельм Дібеліус (1876—1931), мовознавець
- Фрідріх Крістіан Діц (1794—1876), філолог, засновник романістики
- Адольф Дірофф[de] (1866—1943), філософ
- Клаус Дітц (1934—2014), фізик і з 1969 року завідувач кафедри теоретичної фізики
- Генріх Дітцель (1857—1935), соціоекономіст
- Хеймо Дольх[de] (1912—1984), католицький теолог, фізик
- Рудольф Дольцер (1944—2020), правознавець
- Олександр Граф цу Дона-Шлодієн[de] (1876—1944), юрист

### Е
- Ульріх Еверлінг[de] (1925—2018), суддя Європейського суду
- Ойген Евіг (1913—2006), історик
- Людвіг Егіді[de] (1825—1901), юрист
- Ельмар Едель[de] (1914—1997), єгиптолог
- Карл Август Екгардт (1901—1979), історик права
- Георг Екерт (1912—1974), вчитель історії
- Крістіан Елгер (нар. 1949), невролог
- Міхаель Ельменталер (нар. 1965), германіст
- Манфред Емінг (нар. 1955), протестантський теолог
- Крістоф Енгель (нар. 1956), правознавець
- Ульріх Енгель (1928—2020), германіст
- Йоганнес Енгельс (нар. 1959), античний історик
- Йозеф Енгеман[de] (1926—2020), християнський археолог
- Вільгельм Ендеман[de] (1825—1899), правознавець
- Дітер Ендерс[de] (1946—2019), хімік
- Джозеф Еннемозер[de] (1787—1854), гіпнотист, «професор магнетизму тварин»
- Едіт Еннен[de] (1907—1999), історик та архівіст
- Генріх Карл Ербен[de] (1921—1997), палеонтологія
- Бенно Ердман[de] (1851—1921), філософ
- Вольфганг Ернст (нар. 1956), юрист
- Людвіг Ергард (1897—1977), федеральний канцлер і бізнес-економіст
- Вільгельм Ессер[de] (1798—1854), філософ
- Карл Ешвайлер (1886—1936), католицький теолог

### Ж
- Адольф Жиха[de] (1871—1948), історик права

### З
- Дон Загір[de] (нар. 1951), математик
- Норберт Зайц (нар. 1950), німецький соціолог
- Юрген Зальцведель (1929—2020), правознавець
- Дітер Зальцманн[de] (нар. 1950), класичний археолог
- Клаус Петер Зауер[de] (1941—2022), еволюційний біолог
- Герберт Захерт[de] (1908—1979), японолог
- Герман Зегер[de] (1933—2015), президент Федерального відомства картографії та геодезії
- Отто Зельц[de] (1881—1943), філософ
- Генріх фон Зібель[de] (1817—1895), історик
- Макс Зібург[de] (1863—1936), почесний професор дидактики давніх мов
- Віллі Зінкан[de] (1908—1992), почесний професор права
- Натан Зунц[de] (1847—1920), фізіолог
- Рейнхард Зьолнер[de] (нар. 1961), японолог

### Й
- Ганс Йоріссен (1924—2011), католицький теолог

### І
- Ганс Йоахім Іванд[de] (1899—1960), теолог і борець опору
- Аня Івен[de] (нар. 1963), германіст і журналіст
- Теодор Фрідріх Людвіг Ніс фон Ізенбек (1787—1837), професор фармації, один з директорів Боннського ботанічного саду
- Хайнц Герд Інгенкамп (нар. 1938), класичний філолог
- Йозеф Ісензе (нар. 1937), юрист

### К
- Йозеф Генріх Кайзер (1921—1998), правознавець
- Пауль Кале[de] (1875—1964), сходознавець
- Вільгельм Каль[de] (1849—1932), вчений-юрист і президент Німецької асоціації юристів
- Ґюнтер Кандлер[de] (1914—1984), мовознавець
- Альфред Канторович (1880—1962), дантист
- Генріх Канц (1927—2017), педагог
- Герман Кардаунс[de] (1847—1925), історик
- Отто Карлова (1836—1904), правознавець
- Мартін Кароллус (нар. 1963), правознавець
- Марек Карпінський[de] (нар. 1948), інформатик і математик
- Детлев Карстен (нар. 1935), економіст
- Армін Кауфман (1922—1985), правознавець
- Вальтер Кауфман (1871—1947), професор фізики
- Георг Кауфман (1925—2010), доцент кафедри історії мистецтв
- Еріх Кауфман (1880—1972), юрист
- Пітер Кауфман[de] (1803—1872), економіст і піонер дослідження миру
- Гільде Кауфманн (1920—1981), юрист і кримінолог
- Йорн Келер (нар. 1970), герпетолог
- Крістіан Кеніг (нар. 1961), юрист
- Віггарт фон Кенігсвальд[de] (нар. 1941), професор палеонтології
- Петер Керн[de] (нар. 1941), німецький медієвіст
- Герман Фрідріх Кіліан[de] (1800—1863), гінеколог
- Пітер Граф фон Кільмансегг[de] (нар. 1937), політолог і почесний професор Мангаймського університету
- Готфрід Кінкель[de] (1815—1882), теолог, історик мистецтва та літератури
- Віллібальд Кірфель[de] (1885—1964), індолог
- Отто Кірхгаймер (1905—1965), громадський і конституційний юрист
- Фрідріх Кісслінг (нар. 1970), історик
- Карл Крістоф Клауер (нар. 1961), психолог
- Рудольф Генріх Клаузен[de] (1807—1840), класичний філолог
- Теодор Клаузер[de] (1894—1984), історик католицької церкви, літургіст і християнський археолог
- Рудольф Клаузіус (1822—1888), фізик
- Дітер Клаус[de] (1938—2010), географ
- Конрад Клаус[de] (нар. 1956), індолог
- Поль Клемен[de] (1866—1947), історик мистецтва
- Крістіан Фрідріх Клінг[de] (1800—1862), теолог, священнослужитель і професор університету
- Ганс Клоос[de] (1885—1951), геолог
- Вернер Клофт (нар. 1925), зоолог, повний професор у Бонні з 1965, декан 1970/1971
- Вольфганг Клюксен (1922—2007), філософ
- Томас Кляйн (нар. 1957), хабілітований у Бонні, професор середньовічної та новолатинської філології в Галле-Віттенберзі
- Герд Кляйнхейер (нар. 1931), юрист
- Гаральд Вольтер-фон дем Кнесебек (нар. 1964), історик мистецтва
- Бріжит Кноббе-Кеук (1940—1995), професор права
- Гісберт Кнопп (1941—2021), історик, мистецтвознавець і консерватор пам'яток
- Олександр Кнур (1897—1987), професор права
- Ганс-Гельмут Кнуттер[de] (нар. 1934), професор політології
- Рольф Кнютель (1939—2019), історик права
- Майкл Кобель[de] (нар. 1961), фізик елементарних частинок
- Макс Коммерель[de] (1902—1944), історик літератури
- Густав Коркхаус (1895—1978), стоматолог
- Бернгард Корте[de] (нар. 1938), математик
- Раймунд Коттє (1926—2013), історик
- Герберт Кох[de] (нар. 1962), математик
- Пауль Кошакер[de] (1879—1951), історик права
- Фрауке Краас[de] (нар. 1962), географ
- Вальтер Кранц[de] (1884—1960), почесний професор «Дидактики стародавніх мов і триваючого впливу античності»
- Ганспетер Крафт[de] (нар. 1944), математик
- Андреас Кребс (нар. 1976), старокатолицький теолог
- Йозеф Крейнер[de] (нар. 1940), японолог
- Деніел Кремерс[de] (нар. 1971), інформатик і математик
- Венцель Крімер[de] (1795—1834), медик
- Карл Кроме (1859—1931), правознавець
- Фолькер Кроненберг (нар. 1971), політолог
- Бруно Кропф[de] (1925—2017), почесний професор права
- Аннет Кун[de] (1934—2019), історик, викладач історії
- Моріц Кун[de] (нар. 1980), професор економіки
- Крістіан Куртс[de] (нар. 1964), професор імунології
- Георг Курціус (1820—1885), філолог
- Ернст Роберт Курціус (1886—1956), романіст
- Освальд Кюльпе (1862—1915), філософ і психолог
- Ганс-Йоахім Кюмпель[de] (нар. 1950), професор прикладної геофізики
- Ганнс Юрген Кюстерс (нар. 1952), доцент кафедри політології та новітньої історії

### Л
- Фолькер Ладентін (нар. 1953), професор історичної та систематичної освіти
- Йоганн Петер Ланге[de] (1802—1884), теолог
- Фрідріх Альберт Ланге[de] (1828—1875), філософ і педагог
- Джозеф Ланген[de] (1837—1901), теолог і співзасновник старокатолицької церкви
- Ульріх Лаппенкюпер (нар. 1959), історик
- Крістіан Лассен
- Ластовецький Андрій Миколайович, український науковець та педагог, фізик
- Йоганнес Лаудаге (1959—2008), історик
- Отто Левенштейн[de] (1889—1965), засновник дитячої та підліткової психіатрії
- Вільгельм Левісон[de] (1876—1947), історик
- Вальтер Максиміліан Леман[de] (1880—1959), почесний професор Мінералогічного інституту
- Альберт Ленг[de] (1890—1973), професор фундаментальної теології
- Томас Ленгауер[de] (нар. 1952), комп'ютерний науковець
- Ганс Ленер[de] (1865—1938), почесний професор рейнської археології
- Клеменс Леонгард (нар. 1967), теолог
- Урсула Лер[de] (1930—2022), геронтолог
- Гуго Лерш[de] (1840—1907), історик права
- Хайнц Лесаар (SashkoR0B0T)--> (нар. 1930), хімік, повний професор з 1973
- Георг Лешке[de] (1852—1915), класичний археолог
- Ганс-Юрген Лібшер[de] (1936—2021), геофізик і гідролог
- Горст Гюнтер Лінке (нар. 1942), історик
- Теодор Літт (1880—1962), педагог
- Бертольд Ліцман[de] (1857—1926), германіст
- Йозеф Віталіан Ломберг[de] (1739—1805), професор публічного права, міжнародного права та історії
- Фрідріх Лоренц[de] (педагог) (1803—1861), почесний професор російської історії
- Пауль Лоренцен[de] (1915—1994), математик і філософ
- Марк Лорі (нар. 1963), латиніст
- Фрідріх Луквальдт[de] (1875—1945), історик
- Вольфганг Льовер (нар. 1946), професор публічного права
- Норберт Людеке (нар. 1959), католицький теолог
- Вольфганг Люк[de] (нар. 1957), математик
- Генріх Лютцелер[de] (1902—1988), історик мистецтва
- Матіас Ляйстнер (нар. 1974), правознавець

### М
- Тільман Маєр (нар. 1953), політолог
- Август Франц Йозеф Карл Маєр[de] (1787—1865), лікар і анатом
- Тео Маєр-Кукук[de] (1927—2014), фізик
- Бернд Барон фон Майделл (1934—2018), юрист
- Сабіна Майнбергер[de] (нар. 1960), компаратистка
- Фердинанд Маккелдей[de] (1784—1834), правознавець
- Анна-Катрін Малейн (нар. 1981), фітомедицина
- Руді Маскус (1920—2010), педагог
- Гюнтер Массенкейль (1926—2014), музикознавець
- Вільгельм Мауренбрехер[de] (1838—1892), історик
- Арнольд Меєр (1861—1934), протестантський теолог
- Гаррі Меєр[de] (1905—1990), професор романістики
- Маріон Меєр[de] (нар. 1954), класичний археолог
- Міхаель Меєр-Бланк (нар. 1954), протестантський теолог
- Франк Меєр (нар. 1975), професор кримінального права та кримінально-процесуального права
- Юрген Бона Меєр[de] (1829—1897), філософ
- Ганс Меєргоф[de] (1914—1965), філософ
- Йорг Менцель (1965—2016), приват-доцент з права
- Пауль Мікат (1924—2011), професор права
- Карл Йозеф Антон Міттермаєр (1787—1867), професор права
- Гуго Леонхард Мозер (1909—1989), германіст
- Юрген Мольтман (1926—2024), протестантський теолог
- Альф Монжур (нар. 1959), іспаніст і католицький теолог
- Шарль Моннар[de] (1790—1865), швейцарський історик, політик, письменник
- Людвіг Давид Моренц (нар. 1965), єгиптолог
- Рудольф Морсі (1927—2024), історик
- Джойбрато Мукерджі (нар. 1973), англіст
- Петра Муцель[de] (нар. 1964), математик, інформатик, професор обчислювальної аналітики в Інституті комп'ютерних наук
- Гернот Міхаель Мюллер (нар. 1970), латиніст
- Йоганн Петер Мюллер (1801—1858), натураліст

### Н
- Пітер Нагель[de] (1938—2024), професор науки про християнський Схід
- Астрід ван Наль[de] (нар. 1951), скандинавський медієвіст, публіцист і перекладач
- Герман Нассе[de] (1807—1892), фізіолог
- Ервін Нассе[de] (1829—1890), професор економіки
- Карл Фрідріх Вернер Нассе[de] (1822—1889), психіатр
- Крістіан Фрідріх Нассе[de] (1778—1851), психіатр
- Йоганнес Нееб[de] (1797—1843), професор філософії та член Другої палати маєтків Великого герцогства Гессен
- Ернст Неллессен (1928—1982), професор теології
- Еберхард Нельман (1930—2009), германіст
- Кнут Вольфганг Нерр (1935—2018), правознавець
- Бартольд Георг Нібур (1776—1831), історик
- Манфред Нойман[de] (1940—2016), професор економіки
- Карл Фрідріх Йоганнес фон Норден(інші мови) (1833—1883), історик

### О
- Герман Обен[de] (1885—1969), історик
- Єва Ортманн[de] (нар. 1970), іраніст
- Фелікс Отто[de] (нар. 1966), математик

### П
- Андреас Пангріц (нар. 1954), теолог
- Гельмут Папаєвський[de] (1903—1987), англіст
- Руді Парет[de] (1901—1983), філолог та ісламознавець
- Крістіан Патерманн[de] (нар. 1942), юрист і почесний доктор сільськогосподарського факультету
- Альберт Петерс[de] (1862—1938), професор медицини
- Карл Адам Петрі (1926—2010), комп'ютерний вчений
- Гаральд фон Петріковіц[de] (1911—2010), археолог
- Ганс-Ульріх Пефген (нар. 1945), юрист
- Алгейдіс Плассманн (1969—2022), історик
- Еміль Платен[de] (нар. 1925), музикознавець і диригент, 1963—1990 академічний музичний керівник
- Юрген Плотц (1916—1990), гінеколог
- Ганс Поль (1935—2019), історик економіки
- Генріх Поль[de] (1883—1931), професор публічного права
- Ганнс Прем[de] (1941—2014), етнолог, що спеціалізується на дослідженнях Стародавньої Америки
- Ойген Прим[de] (1843—1913), сходознавець і лінгвіст
- Фрідріх Проель (1881—1963), стоматолог
- Едуард Пугге[de] (1802—1836), юрист
- Інгеборг Пуппе (нар. 1941), адвокат у кримінальних справах
- Юдіт Пфайффер[de] (нар. 1964), німецький ісламолог
- Еміль Пфеннігсдорф (1868—1952), професор практичної теології
- Вільгельм Пфеффер (1845—1920), ботанік
- Едуард Пфлюгер[de] (1829—1910), фізіолог
- Петер Пютц (1935—2003), германіст (сучасна німецька література)

### Р
- Густав Радіке[de] (1810—1883), фізик, математик
- Франк Рамшайд[de] (нар. 1960), класичний археолог
- Андреас Рансієк (нар. 1960), адвокат у кримінальних справах
- Майкл Рапопорт[de] (нар. 1948), математик
- Йозеф Раппенгонер (1850—1898), теолог
- Йозеф Ратцінгер (1927—2022), католицький богослов, 2005—2013 Папа Бенедикт XVI
- Карл Раух (1880—1953), юрист
- Конрад Редекер[de] (1923—2013), почесний професор права
- Філіп Реймер (нар. 1982), професор права
- Георг Фрідріх Генріх Рейнвальд[de] (1802—1849), протестантський теолог та історик церкви
- Петер Рейфф (нар. 1957), юрист
- Конрад Репген (1923—2017), історик
- Урсула Реслер-Келер[de] (1947—2019), єгиптолог
- Гельмут Ріддер (1919—2007), конституційний юрист
- Бертольд Різе[de] (нар. 1944), етнолог і археолог, який спеціалізувався на дослідженнях давньої Америки
- Клаус Міхаель Рінгель[de] (нар. 1945), математик
- Герман Рінк (нар. 1935), медик
- Моріц Ріттер[de] (1840—1923), історик
- Фердинанд фон Ріхтгофен (1833—1905), географ
- Вернер Ріхтер (1887—1960), германіст
- Фрідріх Річль[de] (1806—1876), філолог
- Буркхард Роберг (1935—2021), історик
- Франц Генріх Ройш[de] (1825—1900), теолог і співзасновник старокатолицької церкви
- Міхаель Ронелленфіч (нар. 1945), юрист
- Майкл Роршнайдер (нар. 1966), історик
- Вульф-Хеннінг Рот (нар. 1945), юрист
- Гельмут Рот[de] (1941—2003), археолог
- Герман Рот[de] (1929—2024), професор фармацевтичної та медичної хімії та директор фармацевтичних інститутів університетів Бонна та Тюбінгена
- Майкл Рот (нар. 1968), протестантський теолог
- Фердинанд Рот[de] (1908—1966), професор медицини
- Еріх Ротгакер (1888—1965), філософ
- Міхаель Рьокнер[de] (нар. 1956), математик
- Крістоф Рюгер[de] (нар. 1937), провінційний римський археолог
- Гінріх Рюпінг (нар. 1942), юрист
- Гюнтер Рютер[de] (нар. 1948), почесний професор Інституту політології та соціології
- Вінценц Рюфнер[de] (1899—1976), філософ

### С
- Пол Самел[de] (1877—1962), геодезист
- Еріх Самсон (1940—2014), правознавець
- Теодор Семіш[de] (1833—1909), професор медицини
- Рудольф Сімек (нар. 1954), філолог (давня германістика) і скандинавіст
- Карл Сімрок[de] (1802—1876), германіст
- Стефан Скалвейт (1914—2003), історик
- Рудольф Сменд (1882—1975), правознавець
- Еберхард Стекхан[de] (1943—2000), хімік
- Родеріх фон Стінцінґ[de] (1825—1883), професор римського права

### Т
- Курт Такенберг[de] (1899—1992), доісторик
- Стефан Талмон (нар. 1965), юрист-міжнародник
- Отто Тепліц (1881—1940), математик
- Отто Теплицький[de] (1930—2019), почесний професор права
- Мартін Тіло (1876—1950), приват-доцент, протестантський теолог
- Райнер Тіль (нар. 1962), класичний філолог
- Жак Тітс[de] (1930—2021), математик
- Ганс Томае (1915—2001), психолог розвитку, геронтолог
- Рольф Траузтель[de] (1930—2019), синолог
- Карл Троль[de] (1899—1975), географ
- Ганс Трюпер[de] (1936—2016), мікробіолог
- Андреас Тьоннесманн (1953—2014), історик мистецтва

### У
- Габріеле Уль[de] (нар. 1964), зоолог
- Еміль Унгар (1849—1934), судовий лікар
- Людвіг фон Урліхс[de] (1813—1889), класичний археолог і філолог

### Ф
- Удо Ді Фабіо (нар. 1954), юрист
- Гайнц-Йозеф Фабрі (нар. 1944), католицький теолог
- Армін Фальк (нар. 1968), економіст
- Гейно Фальке (нар. 1966), астроном
- Михайло Фамулок[de] (нар. 1960), хімік
- Ганс Йорг Фар[de] (нар. 1939), астрофізик
- Клара Марі Фасбіндер[de] (1890—1974), філософ і борець за мир
- Фріц Фегтле[de] (1939—2017), хімік
- Сабіна Фейст[de] (нар. 1985), християнський археолог
- Еріх Фельдман[de] (1893—1978), історик філософії та педагог
- Герберт Фенн (1935—2001), юрист
- Франц Фершль (1929—2006), статистик
- Конрад Фессінг[de] (нар. 1959), античний історик
- Еріх Фехнер (1903—1991), правознавець і соціолог
- Альфред Філіпсон[de] (1864—1953), географ
- Карл Марія Фінкельнбург[de] (1832—1896), медик
- Ганс Фіттінг[de] (1877—1970), ботанік
- Іммануїл Герман Фіхте[de] (1796—1879), філософ
- Герхард Фішбек[de] (1925—2020), професор спеціального рослинництва та селекції рослин
- Франц Фішер (1929—1970), філософ
- Генріх Флаттен (1907—1987), католицький теолог
- Герман Флон[de] (1912—1997), метеоролог
- Ганс Флор[de] (нар. 1936), нейробіолог
- Вернер Флуме (1908—2009), правознавець
- Клаус Фогель[de] (1933—2012), індолог
- Мартін Фогель (1923—2007), музикознавець
- Юліус Рудольф Теодор Фогель[de] (1812—1841), ботанік
- Ральф Форсбах (нар. 1965), історик
- Єнс Франке[de] (нар. 1964), математик
- Отто фон Франке[de] (1867—1937), медик
- Віллі Фрейтаг[de] (1873—1944), філософ
- Манфред Функе (1939–2010), політолог
- Філіп Фуртвенглер[de] (1869—1940), математик
- Герман Фюнер[de] (1871—1944), фармаколог, лікар і токсиколог
- Фрідріх Фюрстенберг (1930—2023), соціолог

### Х
- Ульріх Хаберланд[de] (1900—1961), хімік і менеджер
- Оскар Хагеман[de] (1862—1926), ветеринар і ректор університету
- Юрген фон Хаген (нар. 1955), економіст
- Андреас Хайнеманн-Грюдер (нар. 1957), політолог
- Людгер Халлерман[de] (1936—2019), геодезист
- Карл Хампе[de] (1869—1936), історик
- Юст Хасхаген[de] (1877—1961), історик
- Ульріх Хейфер (1930—2018), судмедексперт
- Бірке Хекер (нар. 1977), юрист
- Мартін Хеллвіг (нар. 1949), економіст
- Клаус Хеммерле[de] (1929—1994), католицький теолог, єпископ
- Ганс фон Хентіг (1887—1974), кримінолог
- Томас Хілленкамп (нар. 1943), адвокат у кримінальних справах
- Юлія Хіллнер[de] (нар. 1971), античний історик
- Дірк Хогес (1943—2020), романіст
- Карл Холінде[de] (1939—1996), фізик-ядерник
- Вольфганг Хольцгреве[de] (нар. 1955), спеціаліст з пренатальної медицини, медичний директор університетської лікарні
- Рудольф Хоппе (нар. 1946), католицький теолог
- Хайнц Хунгерланд (1905—1987), медик

### Ц
- Альберт Цвік[de] (1890—1958), статистик
- Отто Цвірляйн (нар. 1939), класичний філолог
- Еріка Цвірляйн-Діль[de] (нар. 1936), класичний археолог
- Франк Гюнтер Цендер (нар. 1938), історик мистецтва
- Даніель Циммер (нар. 1959), юрист
- Генріх Циммерман (1915—1980), католицький теолог
- Ернст Цітельман (1852—1923), юрист
- Вольфганг Цорн (1922—2004), історик економіки
- Філіп Цорн (1850—1928), юрист

### Ш
- Хаймо Шак (нар. 1952), юрист
- Ульріх Швабе (1935—2021), фармаколог
- Ганс-Петер Шварц (1934—2017), політолог і сучасний історик
- Вальтер Швердтфегер (нар. 1949), медик
- Карл Шверінг[de] (1846—1925), математик, член наукової екзаменаційної комісії
- Георг Шельген (нар. 1951), католицький теолог
- Вольфганг Шен (нар. 1961), правознавець
- Четін Шенгонджа[de] (нар. 1941), ентомолог
- Арнольд Шенхаге[de] (нар. 1934), комп'ютерний вчений
- Конрад Шеттер[de] (нар. 1966), професор дослідження проблем миру та конфліктів
- Герхард Шидермайр (1906—1986), професор права
- Форуд Ширвані (нар. 1974), юрист
- Рудольф Шиффер (1947—2018), історик
- Аннемарі Шиммель (1922—2003), ісламський учений
- Август Шлейхер (1821—1868), мовознавець
- Ульріх Шлі (нар. 1965), історик
- Бернгард Шлінк, (нар. 1944), професор конституційного права
- Костянтин Шлотман (1819—1887), протестантський теолог
- Вольфганг Шмід (1913—1980), класичний філолог
- Карл Фрідріх Шмідгубер (1895—1967), стоматолог
- Вернер Шмідт (нар. 1935), теолог
- Вільгельм Шмідт[de] (1884—1974), зоолог
- Гельмут Шмідт (нар. 1950), літературознавець
- Ерхард Шмідт (1876—1959), математик
- Йоганнес Шмідт (1843—1901), лінгвіст
- Карл Адольф Шмідт (1815—1903), правознавець
- Карл Горст Шмідт (1929—2012), мовознавець
- Карстен Шмідт (нар. 1939), юрист
- Курт Шмідт (1924—2008), економіст і фінансист
- Леопольд Шмідт[de] (1824—1892), класичний філолог
- Отто Шмідт (1898—1962), судовий лікар
- Гельвіг Шмідт-Глінцер[de] (нар. 1948), синолог
- Йозеф Шмідт-Гьорг[de] (1897—1981), музикознавець
- Теодор Шмідт-Калер[de] (1930—2017), астроном
- Матіас Шмідт-Прейс (нар. 1948), професор публічного права
- Вальтер Шмідт-Рімплер (1885—1975), професор права
- Рейнхард Шмідт-Рост (нар. 1949), професор практичної теології
- Вольфганг Шміклер[de] (нар. 1946), фізик
- Карл Шмітт (1888—1985), правознавець
- Райнхард Шмітц-Шерцер (1938—2016), психолог і геронтолог
- Вінфрід Шміц (нар. 1958), античний історик
- Томас Шміц (нар. 1963), класичний філолог
- Артур Шнайдер[de] (1876—1945), філософ
- Бертольд Шнайдер (нар. 1952), хірург
- Еріх Шнайдер (1900—1970), економіст
- Євлогіус Шнайдер[de] (1756—1794), теолог
- Міхаель Шнайдер (нар. 1944), історик і політолог
- Ульріх Шойнер[de] (1903—1981), конституційний юрист
- Йоахім Шолтисек (нар. 1958), історик
- Йоганн Мартін Августин Шольц[de] (1794—1852), теолог
- Альберт Шотт[de] (1901—1945), ассиріолог
- Хайнц Шотт (нар. 1946), історик медицини
- Стефан Шоттлендер[de] (1928—1991), математик
- Йозеф Шпет[de] (нар. 1938), фізик-теоретик
- Лео Шпітцер (1887—1960), романіст
- Манфред Шпіцнас (нар. 1939), професор офтальмології
- Таде Матіас Шпрангер (нар. 1971), юрист
- Антон Шпрінгер (1825—1891), історик мистецтва
- Вільфрід Шрайбер (1904—1975), економіст
- Ганс-Людвіг Шрайбер (1933—2021), професор кримінального та кримінально-процесуального права
- Ганс Шредер (медик, 1868)[de] (1868—1938), професор медицини
- Герхард Шредер (1900—1949), судовий лікар
- Герберт Шріферс[de] (1924—2012), лікар, біохімік та ендокринолог
- Карл-Хайнц Шріферс (1926—2018), хірург
- Густав Штайнман[de] (1856—1929), геолог і палеонтолог
- Вольфганг Штегмюллер (1923—1991), філософ
- Фріц Штієр-Сомло (1873—1932), правознавець
- Андреа Штільдорф (нар. 1968), історик
- Горст Штокель (1930—2022), анестезіолог
- Карл-Фрідріх Штукенберг (нар. 1964), професор кримінального права
- Моріц Шуларік (нар. 1975), економіка, професор
- Гюнтер Шульц (нар. 1950), історик
- Фріц Шульц[de] (1879—1957), юрист та історик права
- Герман Шумахер[de] (1868—1952), політолог
- Фрідріх Шумахер[de] (1884—1975), геолог
- Хайдемарі Шумахер[de] (нар. 1949), медіазнавець
- Йозеф Шумпетер (1883—1950), економіст
- Горст Шюлер-Спрінгорум (1928—2015), професор кримінального права

### Я
- Герман Якобі[de] (1850—1937), індолог
- Гюнтер Якобс (нар. 1937), німецький правознавець
- Ганс-Адольф Якобсен (1925—2016), політолог та історик
- Роберт Янкер[de] (1894—1964), піонер рентгенівської технології, винахідник екранної фотографії та розробник радіотерапії
- Арнольд Янссен[de] (1837—1909), місіонер і святий Католицької Церкви
- Вільгельм Янссен (1933—2021), історик та архівіст

## Випускники
| Зміст: | А Б В Г Ґ Д Е Є Ж З И І Ї Й К Л М Н О П Р С Т У Ф Х Ц Ч Ш Щ Ю Я |

### А
- Бернхард Абекен, юрист, письменник, юрист і політик
- Герман Йозеф Абс, економіст і право, менеджер банку
- Мерилін Аддо, медицина, професор
- Конрад Аденауер, юрист, політик
- Гюнтер Адлер, політологія, соціологія та конституційне право, державний секретар
- Ульріх Айбах, біологія, протестантська теологія та філософія, професор теології
- Вольфрам Акс, класична філологія та германістика, класичний філолог
- Пітер Аксер, правознавець
- Вольфганг Алі, класична філологія, професор
- Готфрід Фрідріх Алі, класична філологія, шкільний політик
- Вольфганг Альберс, юрист, колишній начальник поліції
- Принц Альберт, принц Саксен-Кобург-Готський, філософ, чоловік британської королеви Вікторії
- Еріх Альбрехт, юрист, дипломат
- Ернст Альбрехт, економіст, прем'єр-міністр
- Йоганн Альбрехт, герцог Мекленбурзький, юриспруденція та філософія, регент герцогства Брауншвейг
- Фрідріх Йоганн фон Альвенслебен, юрист, дипломат
- Карстен Альтенхайн, професор права
- Фрідріх Альтхофф, юриспруденція, міністерський директор
- Вільгельм Альф, теолог і філософ, історик
- Сібілла Андерл, фізик, публіцист
- Гізела Антон, фізика, професор
- Бернхард Свен Анут, католицька теологія, філософія та германістика, богослов
- Курт Апіц, медицина, патолог
- Ганс-Юрген Аппельрат, математик і філософія, комп'ютерник
- Олександр Арвейлер, класична філологія, філософія та католицьке богослов'я, класичний філолог
- Йорг Асмуссен, економіст, колишній державний секретар
- Гюнтер Ассенмахер, католицька теологія, офіційний
- Беньямін Ауербах, медицина, лікар
- Йоганн Даніель Ахеліс, фізіолог

### Б
- Річард Баєр, хімік, промисловець
- Фрідріх Бак, філолог і теолог, директор німецької школи та краєзнавець
- Манфред Бальдус, право, політологія та філософія, професор права
- Вернер Бальхаузен, юридичний секретар
- Альберт фон Бамберг, класична філологія, директор середньої школи
- Патрік Банерс, історик і філософ, журналіст
- Адольф Бауер, професор історії
- Карл Бауманн, німецький політик
- Адольф Баумгартнер, класичний філолог, швейцарський класичний філолог та історик німецького походження
- Макс Петер Баур, математик, науковий менеджер в університетській медицині
- Олександр Баур, юрист, політик
- Генріх Бахем, юрист і політолог, юрист, адміністративний чиновник і член Рейхсрату
- Гельмут Беєр, економіст, футбольний функціонер
- Пітер Беєр, право, історія та політика, член парламенту
- Конрад Бейкірхер, музикознавство, психологія та філософія
- Клаус фон Бейме, політолог, професор
- Вольфганг Беккер, мистецтвознавець, історик мистецтва
- Вольфганг Беккер, протестантська теологія та германістика, мер Герне
- Герман Беккер, право та політологія, політик (MdR), лорд-мер Дортмунда та Кельна
- Йоахім Беккер, юрист, політик
- Карл Беккер, класична філологія, професор
- Карл Георг Беккер, юрист, політик (депутат парламенту)
- Катрін Беккер, фізик, професор фізики
- Крістоф Беккер, юрист, депутат Франкфуртської національної асамблеї
- Курт Беккер, юрист, політик ХДС
- Леопольд Беккер, юрист, політик
- Мелані Беккер, фізик, професор фізики
- Олівер Арранз Беккер, психолог, соціолог
- Фелікс Беккер, мистецтвознавець, історик мистецтва
- Хайнц Беккер, медицина, професор
- Юрген Беккер, юрист, державний секретар
- Юрген Беккер, юрист, професор
- Манфред Беккер-Губерті, католицька теологія, богослов
- Еккехард Беккер-Еберхард, право, професор
- Йоганнес Белау, класична філологія та археологія, археолог
- Герман Людвіг Бен, правознавець, Syndic Сенату Гамбурга
- Сільвія Бендер, аграрна наука, державний секретар
- Готфрід Бенн, філолог, поет
- Отто Бенндорф, історія мистецтва, класичний археолог
- Габріела Беннеманн, англійська та германістка, дипломат
- Макс Бенсе, фізика, хімія, математика, геологія та філософія, філософ
- Людвіг Фрідріх Карл Берг, теолог, католицький священник
- Крістіан Бергер, економіст, дипломат
- Теодор Бергман, сільське господарство, вчений-аграрій
- Гюнтер Бергманн, математик, ботаніка, зоологія, філософія та музикознавство, математик
- Олександр Бергманн, юриспруденція, голова Вищого регіонального суду Кельна
- Міхаель Берджес, художник
- Еміль Беренс, класична філологія, професор в Єні та Гронінгені
- Беттіна Бер-Лоссе, юрист, політик
- Фелікс Бернард, теологія та економіка, теолог
- Філіп Берткау, природничий наук, зоолог
- Герхард фон Беселер, професор права
- Ерік Беттерманн, філософія, педагогіка та соціальна педагогіка, директор Deutsche Welle
- Беттіна Беттінгер, телеведуча і продюсер
- Гельмут Бехер, медицина, анатом
- Фрауке фон Біберштайн, економіка, професор
- Ернст Бікель, класична філологія, професор
- Стефан Бімельманс, юрист, державний секретар Федерального міністерства оборони
- Вольфганг Бінсфельд, класична археологія, професор
- Ірен Біонтіно, юрист, дипломат
- Ульріх Біркенхайєр, юрист, президент MAD
- Теодор Бірт, класична філологія, професор
- Фрідріх Вільгельм фон Бісінг, класична філологія, археологія, історія мистецтва та єгиптологія, єгиптолог
- Гуго Бланк, природничий, хімік
- Густав Бланке, німецька, англійська та історія, американіст
- Вільгельм Блік, історик і математик, політолог
- Фрідріх Бломер, юрист і політик, депутат Франкфуртських національних зборів
- Норберт Блюм, філософія, германістика, історія та теологія, політик
- Гельмут Блюме, географія, професор
- Йоганн Каспар Блюнчлі, швейцарський юрист
- Герман Бляйбтрой, природничі науки, хімік
- Франц Боас, математика, фізика, географія, антрополог, етнограф і лінгвіст
- Карл Боде, економіст, професор
- Крістіан Боде, Ло, генеральний секретар DAAD
- Бодо фон Боденгаузен, юрист, окружний адміністратор
- Інгрід Бодш, історія, директор музею
- Рольф Болвін, право, політологія та історія, керуючий директор Німецької театральної асоціації
- Енн Катрін Боле, державний секретар з права та політичних наук
- Георг Болленбек, германіст, історія, політологія та філософія, германіст і культуролог
- Еберхард Боне, юрист і політичний науковець
- Гаррі Бонінгер, юрист, районний адміністратор
- Голгер Бонус, економіст, професор економіки
- Бернар Борггрев, лісознавець, зоолог і ботанік
- Гельмут Борн, сільське господарство, генеральний секретар Асоціації фермерів Німеччини
- Франц Босбах, історик і професор університету
- Фрідріх Вільгельм Бош, юриспруденція, професор
- Хартмут Бош, юрист, колишній державний секретар Д.
- Рольф Брайтенштейн, англійський, німецький та економіст, журналіст і дипломат
- Юрген Браклейн, юрист, головний міський менеджер
- Дітріх Брандіс, природничий, ботанік
- Гвідо Браун, історія, французька та італійська філологія, професор історії
- Бернгард фон Браухіч, юриспруденція, офіцер
- Конрад Юст Бреденкамп, теолог і професор університету
- Денніс Бредер, фізик, шахіст
- Вілфрід фон Бредов, політолог, професор
- Міхаель Брейер, економіст, президент Асоціації ощадних банків Рейну та Жиро, колишній державний міністр. Д.
- Рольф-Ернст Брейер, юрист, менеджер банку
- Клеменс Брентано, мінералог, поет
- Арнольд Брехт, юриспруденція, міністерський директор
- Ганс Брінкманн, доктор права, професор
- Теодор Брінкманн, сільське господарство та економіка, вчений-аграрій
- Йозеф Брінкхус, теолог, єпископ Старокатолицької Церкви
- Гец Бріфс, історія та філософія, римо-католицький соціальний етик, соціальний філософ та економіст
- Ганс Брокс, професор права
- Гуго Карл Георг Брунс, юрист, юрист
- Іво Брунс, класичний філолог, класичний філолог
- Макс Брух, філософ, музикант і композитор
- Генріх Брюнінг, економіст, політик і канцлер
- Том Бугроу, історія та політологія, журналіст
- Мартін Бумс, філософія, германістика та освіта, професор філософії
- Герман Буньєс, мистецтвознавець, історик мистецтва
- Джозеф Буркарт, гірничий радник і дослідник
- Якоб Буркгардт, історик культури
- Петро Бурмейстер, професор математики
- Дітріх Буссе, філософія, лінгвістика, германістика, соціологія та політологія, німецький германіст
- Фелікс Буссе, право, адвокат
- Ульріх Буш, славістика, германістика та філософія, німецький славіст
- Крістіане Буш-Люті, економіст, професор
- Марко Бушманн, юрист, політик
- Едуард Бьокінг, доктор права, професор
- Фелікс Бьольте, класична філологія, вчитель середньої школи та почесний професор
- Артур Бюлов, юрист, державний секретар
- Ганс Адольф фон Бюлов, право і політологія, дипломат
- Едіт Бюльбрінг, дослідниця у галузі фізіології та фармакології гладких м'язів
- Генріх Бюргерс, філолог, журналіст і політик
- Екарт Бюрен, професор права
- Карл Хайнц Бюхель, хімік, хімік
- Карл Бюхер, стародавній історик і філолог, економіст і газетознавець

### В
- Вільгельм Вагнер, класична філологія, вчитель середньої школи
- Лутц Вагнер, аграрний економіст, політик
- Пауль Вагнер, історик, архівіст
- Урсула Вайденфельд, економічна історія, германістика та економіка, журналіст
- Гюнтер Вайзенборн, германістика та медицина, письменник
- Манфред Вайнберг, германіст, біолог, філософія та освіта, літературознавець
- Еріх Вайс, геодезія, професор землеустрою та економіки ґрунтів
- Оскар фон Вайс, юрист, районний адміністратор
- Лео Вайсгербер, мовознавець
- Теодор Вайсенборн, германіст, романіст і філософ, письменник
- Герберт Удні Вайтбрехт, протестантський місіонер та ісламський учений
- Генріх Вайц, політик
- Фріц фон Вайцзекер, медицина
- Марі-Терес Вакер, католицька теологія, професор
- Ріхард Ваксмут, класична філологія, директор школи
- Йоганнес Вален, класична філологія, викладач університету
- Вінфрід Валенсік, медицина, уролог
- Бенедикт Валлендар, романистика, публіцист
- Олівер Вальтер, юрист, місцевий політик (ХДС) і мер
- Норберт Вальтер-Бор'янс, економіст, німецький політик, голова СДПН, колишній міністр фінансів землі Північний Рейн-Вестфалія
- Ейбі Варбург, історія мистецтва, історик мистецтва
- Герман Вармбольд, сільський і економічний діяч, політик
- Конрад Варрентрапп, історія, історик
- Пауль Граф Йорк фон Вартенбург, сільське господарство, філософія та юриспруденція, борець опору проти націонал-соціалізму
- Петер Граф Йорк фон Вартенбург, юриспруденція, борець опору націонал-соціалізму
- Горст Ваффеншмідт, юрист, парламентський державний секретар
- Альфред Вебер, археолог та історик мистецтва, економіст і соціолог
- Вернер Вебер, доктор права, професор
- Герман Вебер, історія та філософія, історик
- Карл Вебер, юрист, політик, федеральний міністр юстиції
- Матильда Вебер, нацистський лікар у Кальменгофі в Ідштайні
- Саша Вебер, письменник і журналіст
- Теодор Вебер, теолог, єпископ
- Хелен Вебер, філолог, політик, одна з чотирьох матерів Основного закону
- Рудольф Вебер-Фас, юрист, політологія та економіка, колишній суддя Федерального фінансового суду
- Карл Вегелер, юрист, начальник поліції
- Карл Веєрштрасс, право і фінанси, математик
- Роберт Веймар, юрист
- Ганс-Ульріх Велер, історія, соціологія та економіка, історик
- Дітер Веллерсхофф, германіст, письменник
- Марія Веллерсхофф, історія мистецтва, автор, редактор та історик мистецтва
- Райнер Марія Велькі, кардинал, архієпископ і митрополит Берлінський, архієпископ Кельна
- Крістіан Вельнер, хімік, хімік і підприємець
- Антон Карл Вельтер, адвокат, суддя та депутат державного парламенту
- Макс Венцель, юриспруденція, викладач конституційного права
- Карл Гюнтер Вербер, германіст, краєзнавець
- Крістоф Веренкотте, юрист, президент Федерального відомства адміністрації
- Фрідріх Генріх Верінг, юриспруденція, правознавець
- Едуард Вернер, палеонтолог, славіст
- Вільгельм Версхофен, письменник
- Гвідо Вестервелле, юрист, політик
- Матіас Вехтер, історія, філософія та публічне право, історик
- Норберт Віггерсгаус, політолог та історія, військовий історик
- Браге Бей дер Віден, історія, архівіст
- Клаудія Віджа, економіст, політик і мер
- Вольфганг Вік, лікар, нейроонколог, професор
- Ульріх Вікерт, політик і право, журналіст і модератор
- Ульріх фон Віламовіц-Меллендорф, класичні студії, класичний філолог
- Катаріна Віллкомм, юрист, політик
- Вільгельм II, право, філософія, німецький імператор
- Йоганнес Вільде, сільське господарство, політик
- Гюнтер Вільмс, юрист, федеральний суддя
- Гюнтер Вінандс, юрист, політичний діяч
- Олівер Вінгз, палеонтолог хребетних
- Бернхард Віндшайд, професор права
- Елізабет Вінкельмаєр-Беккер, юрист, політик
- Джозеф Вінклер, теолог, канонічний юрист
- Йозеф Вінклер, стоматолог, письменник
- Роберт Вінтген, хімія, професор
- Стефан Ф. Вінтер, медицина, державний секретар
- Франц Вірніч, юрист, юрист і жертва нацизму
- Карл Вірц, фізик, хімік і математик, нейтронний і реакторний фізик
- Міхаель Віссеманн, класична філологія, протестантська теологія та історія, класичний філолог
- Клаус Вітен, мінералог, мінералог
- Християн Віттгефт, філолог
- Бертольд Вітте, геодезія, професор
- Ульріх фон Віттен, юрист, міський директор
- Фолькер Вітткамп, уролог і публіцист
- Вільгельм Вішер історик, вивчав теологію
- Гельмут Волленвебер, економіст
- Удо Вольтер, юрист, історик права
- Ганс Вальтер Вольф, протестантська теологія, професор
- Ганс Вольф, юрист, сценарист, монтажер, керівник виробництва, актор і режисер
- Ганс Юліус Вольф, право, професор
- Ганс-Юрген Вольф, юрист, голова офісу федерального президента
- Генріх Амадей Вольф, професор права
- Генріх Вольф, природничі науки, депутат державного парламенту
- Герберт Вольф, юридичний секретар
- Готфрід Вольф, право
- Ернест М. Вольф, романистика, літературознавець
- Карл Лотар Вольф, математик, фізика та хімія, професор хімії
- Кнут Вольф, математик, менеджер
- Курт Вольф, германістика, філософія, видавець
- Фердинанд Вольф, філософ, журналіст
- Фрідріх Вольф, медицина, філософія та історія мистецтва, лікар і письменник
- Маргарете фон Врангель, сільське господарство, перший повний професор у Німеччині
- Отто Вульф, юрист, політик ХДС
- Карл Вурм, математик, фізико-хімік, астроном
- Пол Вурстер, геологія, професор
- Фердинанд Вурцер, філософ і медицина, хімік
- Герман Вутке, право і політологія, федеральний суддя

### Г
- Вільгельм Гаас, юрист, дипломат
- Ганс Йозеф Гаас, правознавець, адміністративний юрист
- Юліус фон Гааст, геолог, натураліст і дослідник
- Юрґен Габермас, філософ і соціолог
- Маркус Габріель, філософія, класична філологія, сучасна німецька література та германістика, філософ
- Герман Гагена, славіст, офіцер
- Густав фон Гагенов, адвокат, адміністративний чиновник і власник маєтку
- Юліус Гадріх, політолог, політик
- Ганс Гаеде, математик, прусський генерал від інфантерії
- Дітер Гайдтманн, протестантська теологія, політологія та історія, протестантський теолог, пастор, політик і політолог
- Альберт Гайнекамп, філософія, германістика, лінгвістика та теологія, бібліотекар і дослідник Лейбніца
- Нільс Гал, візантист
- Альберт Галлей, юрист, міністерський чиновник
- Франц Галленбах, математик, геофізик
- Карл Гампе, германіст, історик
- Рудольф фон Гантельманн, адвокат, власник садиби та судовий чиновник
- Теодор Ганф, політологія, соціологія та освіта, соціолог
- Мартін Ганц, юрист, дипломат
- Альфред Гартманн, юриспруденція, державний секретар
- Отто Карл Гартманн, юрист, адміністративний юрист
- Ульріх Гартманн, юрист, менеджер
- Юрген Гартманн, юриспруденція, державний секретар
- Йоахім Гартунг, математик, статистик
- Андреас Гау, католицьке богослов'я, теолог
- Йорг-Дітер Гаугер, історик, античний історик
- Фелікс Гауптманн, адвокат
- Еріх фон Пріттвіц унд Гаффон, класична філологія, історія, класична археологія та музика, культурний чиновник
- Едуард Гач, правознавець, адміністративний юрист, історик, архівіст і краєзнавець
- Йозеф Геббельс, германіст, філософ та історія мистецтва, націонал-соціалістичний політик
- Юлій Гевелінг, філософ, священнослужитель і політик
- Фрідріх фон Гедеманн-Геспенс, юрист, депутат провінційного парламенту Шлезвіг-Гольштейн
- Ганнес Геєр, літературознавство та історія, історик
- Емануель Гейбель, теолог, поет (настав травень)
- Абрахам Гейгер, арабіст, рабин
- Вільгельм Гейгер, класичний і східний філолог, індолог і іраніст
- Герман Гейдвайллер, юрист, районний адміністратор
- Клаус фон дер Гейде, юрист, менеджер банку
- Альберт Гейзінг, юрист, районний адміністратор
- Генріх Гейне, юриспруденція, письменник
- Вернер Гейнен, математик і природничі науки, біолог
- Йоганнес Гейсманн, юридичний секретар
- Бруно фон Гейстер, адвокат, прусський представник
- Отто Гекман, астроном
- Манфред Гелл, німецький, англійський і порівняльний літературознавці, німецький підприємець і спортивний діяч
- Гансгерд Гелленкемпер, стародавня історія, історична географія, класична археологія та історія східного мистецтва, директор музею
- Едмунд Геллер, німецькі студії та філософія, державний секретар
- Ульріх фон Гель, історія та германистика, історик
- Людвіг фон Гельдерн, юриспруденція, німецький адміністративний юрист
- Йоганнес Гельмрат, історія, філософія та латинська філологія, історик
- Людвіг Гельшер, протестантський теолог, педагог, історик і філолог
- Бернард Генріхс, католицька теологія, настоятель собору
- Алексіс фон Генсбрех, фізик, головний виконавчий директор Austrian Airlines
- Вільгельм Генцен, філолог, епіграфіст
- Вілфред Геоміні, класична археологія, стародавня історія та латинська мова, класичний археолог
- Лусіо Гера, католицька теологія, аргентинський теолог
- Ернст Гербіг, гірничодобувний, менеджер вугільної промисловості
- Клаус Фердинанд Гердіц, професор права
- Генріх Геркенрат, філософ, теолог і економіст, політик
- Норберт Геркенрат, філософія і теологія, священник
- Губерт Геркоммер, філолог і викладач університету в Геттінгені та Берні
- Людвіг Геркрат, філософ і теолог, філософ
- Герріт Герлін, теологія, пастор
- Андреас Герлінгхаус, адвокат, федеральний суддя
- Сабіна Герлофф, доісторик і ранній історик
- Ганс-Вальтер Геррманн, історія, германіст, географія та історія мистецтва, історик та архівіст
- Генріх Геррфардт, право, професор
- Йоганнес Герстер, юриспруденція та політологія, політик
- Франц фон Гертнер, юриспруденція, районний адміністратор
- Ян Фелікс Гертнер, класична філологія та романистика, професор
- Фреріх Гертс юрист, колишній державний секретар
- Геннер фон Гесберг, класична археологія, стародавня історія, класична філологія та історія мистецтва, перший директор Римського відділу Німецького археологічного інституту
- Бенджамін Гесс, математика та інформатика, професор математики
- Мозес Гесс, філософ, соціаліст-утопіст, письменник
- Герхард Гессе, хімія, професор
- Стефан Гессе, католицька теологія, архієпископ Гамбурга
- Леопольд Карл Гетц, старокатолицьке богослов'я, професор
- Дітер Геуніх, історія, германістика, теологія та філософія, історик
- Горст Гефферс, геодезія, контр-адмірал
- Фрідріх Генріх Геффкен, історик, правознавець
- Дітер Гізен, професор права
- Ріхард Бейссель фон Гімніх, юрист, районний адміністратор
- Франц Бейссель фон Гімніх, окружний адміністратор
- Пітер Гінце, протестантський теолог, політик
- Інгелоре Гінц-Шальройтер, Геологія та Палеонтологія, Викладач університету
- Альберт Гір, романіст і лібретист
- Герріт Гогендорф, медицина та протестантська теологія, психіатр та історик медицини
- Александр фон дер Гольц, юрист, член парламенту та адміністративний чиновник
- Манфред Горг, католицька теологія та єгиптологія, професор
- Стефан Горісен, історія, германістика, філософія та освіта, історик
- Густав Адольф Горн, економіст, економіст
- Карл Август Горст, німецький, романс і філософія, письменник
- Марієтта Горстер, стародавня історія, латинознавство та політологія, античний історик
- Альберт фон Гослер, юрист, міністр у князівстві Ангальт-Кетен і князівстві Ангальт-Дессау
- Герман Гайнріх Ґоссен, економіст
- Конрад Гофман, історія мистецтва, археологія та історія, історик мистецтва
- Фрідгельм Гофманн, католицька теологія, єпископ Вюрцбурга
- Карл Теодор Гравенгорст, класична філологія та історія
- Гельмут Грайнерт, юрист, політик
- Роберт Хю де Грайс, юрист, адміністративний юрист
- Кристоф Грамм, юрист, президент Служби військової контррозвідки
- Карл Фрідріх Грауманн, психолог, професор
- Віллі Граф, лікар, член групи опору Біла троянда
- Горст Граф, державний секретар з права та економіки
- Оскар Гремер, юрист, мер
- Георг Грессер, історія, католицька теологія та ін., медієвіст та історик церкви
- Юліус Грімм, юрист, політик
- Франц Йозеф ван дер Грінтен, історія мистецтва, філософія, колекціонер мистецтва та історик мистецтва
- Ганс фон дер Гробен, право та економіка, член Комісії ЄЕС
- Гюнтер фон дер Гробен, прусський генерал-лейтенант
- Йоганнес Грое, історія та освіта, теолог
- Саймон Гронер, юрист, районний адміністратор
- Йоганнес Гротян, юрист, районний адміністратор
- Роберт Гроше, католицька теологія, теолог
- Ундіна Грюнтер, право, літературознавство та філософія, письменниця
- Моніка Грюттерс, германіст, мистецтвознавство та політологія, політик
- Ернст Рудольф Губер, філософія, економіка та право, юрист
- Бернхард фон Гудден, лікар, психіатр короля Людвіга II Баварського, з яким він помер на прогулянці
- Бернд Ульріх Гукер, історія, філософія, освіта та германістика, викладач університету
- Маркус Гурек, юрист, журналіст і фотограф
- Карл-Гайнц Гурскі, юриспруденція, професор
- Вільфрід Гут, економіст, речник правління Deutsche Bank
- Пауль Гутник, астроном, член Берлінської академії наук
- Петер Гутьяр-Лезер, юрист, ректор університету
- Вільгельм фон Гьовель, камеральні науки, окружний адміністратор
- Пауль Гюлькер, юрист, менеджер зі страхування
- Петер Гюнселер, політологія, католицька теологія та ісламознавство, політолог
- Пауль Гюсфельдт, математик і природничі науки, географ
- Альфред Гютгеманн, доктор медицини, професор медицини
- Райнер Гюттеманн, професор права
- Ганні Гюш, історія, політологія та германістика, журналіст

### Д
- Людвіг фон Данвіц, германіст, французька та історія, журналіст
- Томас фон Данвіц, юрист, політологія та сучасна історія, юрист і суддя Європейського суду
- Ганс Даніельс, математик, право та економіка, мер Бонна
- Керстін фон дер Деккен, право, міжнародні відносини
- Йоганн Йозеф Деммель, теолог, єпископ Старокатолицької Церкви
- Йозеф Деммель, теолог, єпископ Старокатолицької Церкви
- Отто Депенхойер, юриспруденція, правознавець
- Якоб Дернбург, юриспруденція, суддя
- Георг фон Деттен, адвокат, прусський представник Центристської партії
- Маркус Деуферт, класична філологія, класичний філолог із фокусом на латинознавстві
- Крістіан Джаспер, католицький теолог, німецький юрист і богослов
- Річард Джегер, право і політологія, політик
- Антоніус Джон, економіст, журналіст
- Анрі Джордан, філолог, професор у Кенігсберзі
- Карл Дікель, вчений-лісівник і юрист
- Бербель Дікманн, філософія, історія та соціальні науки, колишній мер Бонна
- Вільгельм Ділленбургер, класичний філолог, філолог
- Герман Дільс, класична філологія, професор
- Вольфганг Дітріх, історія та германознавство, бібліотекар
- Йоганн Фрідріх Діффенбах, лікар і хірург, засновник сучасної пластичної хірургії
- Пауль Дойсен, філософ і теолог, філософ, індолог
- Домінік Домбровський, філософія, лінгвістика та література, письменник і перекладач
- Адальберт цу Дона-Лаук, юриспруденція, прусський камергер
- Феодор цу Дона-Лаук, юридичний і камеральний наук, німецький дипломат
- Крістоф Граф Донхофф, юрист, представник асоціації
- Сабіна Дорінг-Мантойфель, етнологія та фольклор, етнолог
- Хольгер Дорнеманн, католицька теологія та релігійна освіта
- Генріх Дреруп, класична археологія, професор
- Готфрід фон Дріандер, юрист, адміністративний чиновник
- Фолькер Дрінгенберг, юрист, член парламенту землі
- Маркус Дроге, протестантська теологія, єпископ
- Ернст Дронке, письменник і журналіст
- Рейнхард Дросс, германіст, професор протестантської теології та релігійної освіти
- Ніколаус Дрюкенмюллер, учитель математики та промисловець
- Конрад Дуден, філологія
- Манфред Дурзак, німецький, англійський і філософський, германіст і літературознавець
- Гайнц Духхардт, історія, політологія та мистецтвознавство, історик
- Фрідер Дьорінг, лікар, лікар і письменник
- Катя Дьорнер, політологія, публічне право та літературознавство, мер Бонна та депутат німецького Бундестагу
- Генріх Дюнцер, класична філологія, професор
- Йоганн Дюрст, сільськогосподарський наук, ректор Бернського університету

### Е
- Френк Фрост Ебботт, класична філологія, професор університету (Прінстон)
- Вільгельм Ебель, юридичний та історичний науковець, а також філолог, історик права
- Фрідріх Вільгельм Ебель, право, професор
- Ойген Евіг, історія, німецька мова, романистика та філософія, історик
- Родеріх Егелер, економіст, президент Федерального статистичного відомства
- Чарльз Гамільтон Ейд, англійський офіцер і письменник
- Франц Ейхбаум, медицина, лікар
- Герман фон Ейхендорф, Юра, син поета і його біограф
- Франц фон Ейхман, юриспруденція
- Фріц фон Ейхман, юриспруденція
- Дідеріх Екардт, юриспруденція, професор
- Георг Екерт, історія, географія, германістика та фольклористика, вчитель історії
- Курт Екснер, археолог, провінційний римський археолог
- Каспар Елерс, історик, історик
- Вільгельм Енгельгардт, Юра
- Манфред Енгельманн, германіст, географія та освіта, федеральний референт з питань культури Банатської швабської асоціації
- Дітер Енгельс, юрист, президент Федерального аудиторського управління
- Фрідріх Ендеманн, юрист, правознавець
- Генріх Епскамп, соціолог та економіка, професор соціології
- Генріх Еркес, сучасні мови та геологія, купець
- Вольфганг Ернст, юриспруденція, професор права
- Макс Ернст, філософія, германістика, історія мистецтва, кримінальна психологія, художник і скульптор
- Йозеф ван Есс, ісламознавство, арабська, турецька, перська мови, класична філологія та середньовічна філософія, ісламознавство
- Манфред Ессер, філософія та мови, німецький письменник
- Франц Йозеф Ессер, художник, рисувальник, графік, ілюстратор, карикатурист, карикатурист

### Ж
- Карл Жаррес, юрист, політик

### З
- Макс Заельманс, юрист, мер
- Вільгельм Зальбер, психолог і філософ
- Ліза Зауерманн, математик
- Клаудія Зей, історія та латинська мова, історик
- Вільгельм Зейтц, юрист і економіст, політик
- Еміль Зелінг, професор права
- Дітер Зелнер, юрист, адвокат
- Фрідріх Зель, історія, німецька та латинська мови, педагог
- Гельмут Зельбах, невролог і психіатр
- Пауль Адольф Зехауз, мистецтвознавець, художник
- Манфред фон Зехерр-Тосс, член прусської палати лордів
- Людвіг фон Зібель, Класична філологія та археологія
- Буркхардт Зімске, право та історія, юрист
- Віллі Зінкан, юрист, міністерський чиновник
- Клеменс Зінцен, професор класичної філології, філософії та германістики
- Макс Генріх фон Зойберт, промисловець
- Патрік Золл, філософ, філософ
- Ахім Зоммер, історія мистецтва, романистика, французька та класична археологія, директор музею
- Адольф Зонненшайн, юриспруденція, президент уряду
- Ольга Зонтаг, мистецтвознавець, мистецтвознавець
- Зігфрід Зудгауз, класична філологія, професор
- Манфред Зуліг, професор права
- Натан Зунц, лікар, засновник авіаційної медицини

### Й
- Крістоф Йобст, історія мистецтва, класична археологія, містобудування та славіст, історик мистецтва
- Вільгельм Йоест, вчений-натураліст і мандрівник
- Вальтер Адольф Йор, економіст
- Ганс-Ульріх Йорес, юрист, федеральний суддя
- Манфред Йосуттіс, протестантський богослов, професор теології

### І
- Гюнтер Ібінг, хімія, менеджер
- Аня Івен, германіст і журналіст
- Ульф Ікеродт, рання історія, а також класична археологія та етнологія/дослідження давньої Америки, державний археолог
- Гайнц Герд Інгенкамп, класична філологія, професор
- Ганс Вернер Інгенсіп, професор університету та філософ
- Вільгельм Іне, класичний філолог та історик
- Бернд Ірленбуш, економіст, економіст
- Фріц Ісмер, юрист, районний адміністратор
- Іхтіаров Юрій Дмитрович, український громадський і політичний діяч діаспори США, інженер
- Вольфганг Ішингер, юрист, дипломат

### К
- Грегор Кайзер, біологія та соціальні науки, політик
- Ганс-Ульріх Каїн, класична археологія, стародавня історія, грецька історія та історія мистецтва, класичний археолог
- Пол Кале, сходознавець
- Віллі А. Календер, математик і фізика, фізик
- Пауль-Бернхард Каллен, економіст, менеджер
- Бруно Каль, юрист, державний службовець і президент Федеральної розвідувальної служби
- Йоганн Генріх Кальтхофф, гебраїст, педагог і викладач університету
- Карл-Гайнц Камп, історія та соціальні науки, президент Федеральної академії політики безпеки
- Гельма Кардаунс, германістка, філософія та теологія, письменниця
- Петре Карп, політологія, румунський державний діяч
- Фрідріх Кауер, класична філологія та історія, класичний філолог
- Александр Кауфман, право, мови та історія, поет і фольклорист
- Генріх фон Кауфман-Ассер, юрист, міністерський чиновник
- Донатус Кауфманн, юрист, менеджер
- Леопольд Кауфманн, юрист, мер Бонна
- Ріхард фон Кауфманн, право і політологія, національний економіст
- Вернер Кауфманн-Бюлер, юрист і економіст, колишній посол
- Ганс Вольфганг Квасовський, право і політологія, генеалог
- Ульріх Келлерманн, протестантська теологія, теолог
- Томас Кеммеріх, юрист, політик
- Екарт Кене, класична археологія, стародавня історія та християнська археологія, директор музею
- Віггарт фон Кенігсвальд, палеонтолог, професор
- Вольфганг Мюллер фон Кенігсвінтер, лікар, поет
- Фрауке Кенкель, класична археологія, археологія римських провінцій та етнологія, класичний археолог
- Навід Кермані, сходознавство та ісламознавство
- Фрідріх Керманн, хімік, професор органічної хімії
- Петер Керн, германіст, німецький медієвіст
- Вільгельм Керп, хімік, хімік
- Дедо фон Керсенброк-Кросігк, історія мистецтва, історія та класична археологія, директор музею
- Георг Кеслер, право і судові науки
- Петер-Йозеф Кеслер, юрист, теолог
- Макс Кесслер, юридичні та судові науки, районний адміністратор
- Вільгельм Кестерс, фізик, математик, хімік і мінералогія, президент PTB
- Адольф Кехер, філологія та історія, історик
- Ернст Кікерс, порівняльна лінгвістика, лінгвіст
- Пітер Граф фон Кільмансегг, право та історія, політолог
- Готфрід Кінкель, богослов, богослов і політик
- Марджі Кінскі, романістка, актриса та артистка кабаре
- Вільгельм Кіссельбах, юриспруденція, суддя
- Клаус-Крістоф Клаве, Юриспруденція, Голова Суду
- Карл Кламрот, юрист, районний адміністратор
- Клаус-Дітер Клаузен, геологія, геолог
- Ганс-Йозеф Клаук, теологія, екзегет (Новий Завіт)
- Дітер Клаус, географ і математик, географ
- Мартін Клаус, германіст, латинська філологія та католицьке богослов'я, історик
- Манфред Клаусс, католицька теологія, історія та філософія, античний історик
- Френк Клінкхаммер, юрист, федеральний суддя
- Франц Клюте, право та політологія, старший районний директор
- Вільгельм Кляйн, юрист, політик
- Йоганн Петер Кляйн, юрист, люксембурзький юрист і політик
- Томас Кляйн, Філологія та філософія
- Фелікс Кляйн, математика та природничі науки, математик
- Детлеф Кляйндік, юриспруденція, правознавець
- Карл Людвіг Кляйне, юрист, політик
- Герберт Кляйневеферс, адвокат, федеральний суддя
- Фріц Кнапп, мистецтвознавець, історик мистецтва
- Маріанна Кнеуер, іспаністика, політологія та філософія, політолог
- Бріжит Кноббе-Кеук, професор права
- Герольд Меєр фон Кнонау, історик, швейцарський історик
- Гісберт Кнопп, історія, мистецтвознавство та філософія, професор і реставратор пам'яток
- Ганс Кобан, економіст і право, менеджер банку
- Клаус Коенен, релігієзнавство та протестантська теологія, професор
- Інгеборг Коза, філософ, історик
- Вальтер Колб, юрист, політик
- Франк Колб, античний історик
- Пітер Кольграф, філософія та католицька теологія, єпископ Майнца
- Адольф Кольпінг, теолог, засновник німецьких товариств підмайстрів
- Генріх Кольфгауз, протестантська теологія, пастор
- Вінфрід Конен, професор математики
- Екарт Конзе, історія, політологія та публічне право, історик
- Крістоф Конрад, історія, ісламознавство та філософія, професор історії
- Густав Коркхаус, стоматологія, професор
- Герман Август Корф, германіст, історія та філософія, професор германістики
- Раймунд Коттє, історія, класична філологія та католицька теологія, історик
- Йорг Петер Коттхаус, фізик, фізик
- Гайнер Кох, католицька теологія, філософія та освіта, архієпископ Берлінський
- Гаральд Кох, професор права
- Марк Кохзіус, біолог, професор університету в Бельгії
- Майкл Крамер, фізик, астроном
- Франц Крамер, юрист, провінційний римський археолог
- Віола фон Крамон-Таубадель, депутат Європарламенту, депутат Бундестагу
- Пол Кратц, гірничодобувна справа, менеджер кам'яновугільної промисловості
- Андреас Кребс, теологія, філософія, германістика, педагогічні науки та математика, теолог
- Жаклін Креге, порівняльне літературознавство, германістика, іспанська філологія, історія мистецтва та політологія, державний секретар
- Мелані Крейс, менеджер, член правління групи Deutsche Post AG
- Йорг Кремер, економіст, головний економіст
- Йоганнес Креч, юрист, політик
- Георг Кречмар, протестантська теологія, теолог
- Герхард Крігер, теологія, філософія та соціальні науки, філософ і теолог
- Крістіан, данький король
- Карл Крістіані, теолог, політик
- Єва Крістіансен, економіст, керівник департаменту Федерального канцлера Німеччини
- Отто Кройц, юрист, районний адміністратор
- Стефан Кройцбергер, історія та географія, історик
- Ервін Кройцер, теолог, єпископ Старокатолицької Церкви
- Франк-Лотар Кролл, історія, історія мистецтва, германістика, філософія та релігієзнавство, історик
- Кетрін Кролл-Людвіґс, юрист, науковець та абілітація
- Карл Кром, юриспруденція, правознавець
- Леопольд Кронекер, математик, природничі науки, філософія та класична філологія, математик
- Фолькер Кроненберг, політологія, конституційне право та соціологія, німецький політолог
- Ганс Крюгер, Юра, Федеральний міністр у справах вигнанців
- Гезіне Крюгер, медицина, лікар і офіцер загальної медицини німецьких збройних сил
- Маркус Крюсманн, право і політологія, доктор права та багаторічний мер міста Лімбург-на-Лані
- Ганс Еріх Кубах, мистецтвознавство, старший консерватор
- Луїс Кугельман, лікар, член Першого Інтернаціоналу
- Гюнтер Куль, німецький юрист, оберштурмбанфюрер СС і старший співробітник гестапо
- Петер Кун, католицька теологія, професор
- Хайнц Купперс, класична археологія, стародавня історія та класична філологія, провінційний римський археолог
- Енне Куровскі-Шміц, юрист, дипломат
- Йорг Курпюн, геодезія, президент Державного управління геодезії та геоінформації Рейнланд-Пфальц
- Юліус Курцій, юриспруденція, рейхсміністр
- Георг Курціус, професор класичної філології
- Ернст Курціус, класичний археолог і античний історик
- Ернст Роберт Курціус, філолог, романіст
- Аннет Куршус, протестантська теологія, голова ради EKD
- Анна Кьобберлінг, політик
- Фолькмар В. Кюблер, право та економіка, менеджер
- Едуард Кюльветтер, юрист і камеральний діяч, політик і менеджер залізниці
- Фрідріх фон Кюльветтер, юриспруденція, окружний адміністратор
- Дітер Кюн, германіст та англіст, письменник
- Юліус Кюн, сільське господарство, вчений-аграрій
- Йорг-Детлеф Кюне, юрист та історичний науковець, правознавець і викладач університету
- Адольф Кюнцель, біологія та хімія, хімік
- Йоганн Абрахам Кюппер, протестантський теолог і педагог. Тут у 1843 році отримав докторський ступінь
- Моріц Кюппер, політолог, журналіст
- Мартін Кюрстен, геолог, президент Федерального інституту геонаук і природних ресурсів
- Ганнс Юрген Кюстерс, соціолог та економіка, політолог

### Л
- Карл-Хайнц Ладеур, юриспруденція, професор
- Альфред Лакгауз, юрист, районний адміністратор
- Карл Лакнер, юрист, професор кримінального права
- Карл Ламерс, право і політологія, політик
- Барбара Ланге, історія мистецтва, конституційна, соціальна та економічна історія, педагогічні науки та порівняльне літературознавство, історик мистецтва
- Бернд-Петер Ланге, економіст
- Манфред Лангнер, німецький політик (ХДС)
- Пітер Ландау, юриспруденція, історія та філософія, історик права
- Герд Ландсберг, юрист, генеральний директор і виконавчий президент Німецької асоціації міст і муніципалітетів
- Манфред Ландфестер, класична філологія, історія, філософія та педагогіка, класичний філолог
- Гайнц Ланферманн, юрист, політик
- Ульріх Лаппенкюпер, історія, політологія, педагогічні науки та математика, історик
- Крістіан Лассен, індолог, професор давньоіндійської мови та літератури
- Йоганнес Лаудаге, історія, католицька теологія та історичні допоміжні науки, історик
- Хайде Лаутер-Бюфе, класична археологія, археолог
- Рюдігер Лаутманн, правознавець, соціолог права та соціолог
- Оскар Лафонтен, фізик, політик
- Армін Лашет, юрист, прем'єр-міністр
- Ернст Теодор Леб, юриспруденція, районний адміністратор
- Рауль Лебберт, соціолог, публіцист
- Макс Отто Левальд, юрист, адміністративний чиновник
- Отто Леггеві, класичний філолог, дидакт стародавніх мов
- Поль Лежен-Юнг, філософія, історія, депутат Рейхстагу та борець опору
- Роберт Лей, природничий, нацистський чиновник
- Джо Лейнен, юрист, політик
- Генріх Леманн, професор права
- Макс Леманн, класична філологія та історія, історик
- Стефан Леманн, класична археологія, стародавня історія та історія мистецтва та культури, професор
- Йоганнес Леманн-Гогенберг, природничі науки, професор мінералогії та геології
- Рудольф Ленгарц, природничі науки, менеджер промисловості
- Карл Леннарц, історія, географія, спорт, мистецтвознавство та освіта, спортивний вчений
- Фрідріх Ленц, право та економіка, професор
- Вільгельм Ленцманн, юрист, міністерський чиновник і менеджер
- Рудольф Вальтер Леонгардт, гуманітарій, журналіст
- Олівер Лепсіус, доктор права, професор
- Роберт Лер, юрист, федеральний міністр внутрішніх справ
- Гуго фон Лерхенфельд-Кеферінг, юрист, баварський дипломат
- Едмунд Лессер, медицина, дерматолог
- Гаральд Леш, фізика
- Зігфрід Лешке, археолог, провінційний римський археолог
- Юстус фон Лібіх, хімік
- Крістіан Лідтке, германіст і філософія, архівіст
- Лутц Ліенкемпер, юрист, політик
- Петер Лімбург, право, дипломат
- Петер Лімбург, право, журналіст
- Натанаель Лімінський, історик і політолог, політик, голова Державної канцелярії землі Північний Рейн-Вестфалія
- Йоганнес Ліндворскі, єзуїт, психолог і професор університету
- Гуго Ліндеманн, філософія та класична філологія, викладач університету
- Крістіан Лінднер, політологія з неповнолітніми в конституційному праві та філософії, політик
- Горст Гюнтер Лінке, історія та германознавство, філософія та педагогіка, професор історії
- Ульріх Лінс, есперанто-історик, японознавець,
- Андре Ф. Ліхтшлаг, політологія, економіка та соціологія
- Бертольд Ліцманн, правознавство, германістика
- Гельмут Лоер, юрист, менеджер промисловості
- Вітус Лоерс, класичний філолог і директор Трірської гімназії
- Гюнтер фон Лоєвський, історія, германістика та політологія, журналіст
- Фрідріх Ломанн, юриспруденція, федеральний суддя
- Йоганн Клавдіус фон Лонгард, юрист, державний службовець і член парламенту
- Пол Лузен, юрист, член парламенту штату
- Бернд Луке, вчений-економіст, професор макроекономіки, депутат Європарламенту
- Вільгельм Лутш, юрист і економіст, політик
- Вольфганг Льовер, професор права
- Герхард Льошке, протестантська теологія та філологія, професор
- Герд Герген Люббен, філософ, засновник сцени чуттєвого сприйняття — KONZIL в рамках «Studium Universale» (1961—1963), письменник
- Генріх Любке, геодезія та сільське господарство, федеральний президент
- Горст Людвіг, мистецтвознавство та германіст, історик мистецтва
- Норберт Людекке, католицька теологія, германістика та історія, теолог

### М
- Вільгельм Маєр-Любке, швейцарський мовознавець
- Ганс Маєр, право і політологія, історія і філософія, літературознавець
- Мартін Маєр, сільське господарство, депутат Бундестагу
- Франц Маєр, право, політологія та сучасна історія, професор права
- Пітер Маєр-Бек, юрист, федеральний суддя
- Курт Малангре, право і політолог, політик
- Хайнц Малангре, юриспруденція та бізнес-адміністрація, менеджер і видавець
- Еміль фон Малманн, бізнесмен і політик
- Альбрехт Манн, юрист, депутат
- Райнер Марія, кардинал Велькі, богослов'я, архієпископ Кельна
- Вальтер Марков, історик, борець опору
- Вільгельм Маркс, юриспруденція, рейхсканцлер
- Карл Маркс, юриспруденція, історія та філософія, письменник і філософ
- Фрідгельм Маркс, германіст і католицька теологія, літературознавець
- Олександр Маркшис, мистецтвознавство, класична археологія, історія Середньовіччя та Нового часу, історик мистецтва
- Вільгельм Мартенс, сільське господарство, політик
- Ганс Марцен, юрист, державний службовець
- Маргарита Матіопулос, політолог, підприємець
- Фрідеманн Маттерн, інформатика, професор
- Гвідо фон Матушка-Грайфенклау, юрист, начальник поліції
- Вільгельм Мауренбрехер, історія, історик
- Доріс Маурер, дослідження німецької та англійської мов, автор
- Карл цу Ізенбург і Бюдінген в Меергольц, володар маєтку
- Алекс Меєр, юрист, експерт з авіаційного права
- Альфред Меєр, право, політологія та економіка, нацистський чиновник
- Буркхард Меєр, мистецтвознавець, видавець
- Вернер Меєр, юрист, районний адміністратор
- Вільгельм фон Меєр, депутат Рейхстагу
- Ганс Меєр, юрист, професор права
- Гюнтер Меєр, класична філологія та філософія, політик
- Едуард Меєр, історія, античний історик
- Карл Еміль Меєр, адвокат, суддя Федерального суду
- Карл Фрідріх Меєр, медицина, психіатр
- Карл-Фрідріх Меєр, Юриспруденція, Голова Суду
- Людвіг Меєр, медицина, психіатр
- Пітер Меєр, фізик, політик
- Пол Йонас Меєр, археолог та класична філологія, професор історії мистецтва
- Самуїл Ефраїм Меєр, філософія, рабин
- Теодор Меєр, протестантський теолог, депутат Рейхстагу
- Хайнц Меєр, середньовічний латинський філолог
- Юрген Меєр, право, викладач університету
- Єва Меєр-Германн, мистецтвознавець, історик мистецтва та куратор виставки
- Герман Меєргоф, право і політологія, мер
- Віктор Меєр-Екхардт, німецький романіст і філософ, письменник
- Домінік Меєрінг, католицька теологія, генеральний вікарій
- Андреас Меєр-Лінденберг, медицина, психіатр
- Хольгер Меєр-Рікс, юрист, політик
- Елард Гуго Мейер, історія та філологія, індоєвропеіст
- Август Філіп Оттокар Мейєр, медицина, психіатр
- Йоахім Мельхаузен, протестантський теолог, історик церкви
- Карл Мельхіор, юрист, політик
- Манфред Мельцер, католицька теологія, єпископ-помічник
- Еріх Менде, юриспруденція, федеральний міністр
- Йорг Менцель, юрист і викладач університету
- Томас Менцель, славістика, славіст
- Йозеф фон Мерінг, медицина, професор університету
- Ернст Мерк, юрист, окружний директор у Великому герцогстві Гессен і Народній землі Гессен
- Пауль Мертенс, юрист, районний адміністратор
- Алоїз Мертес, право, історія та романистика
- Майкл Мертес, право
- Фрідріх Мерц, юрист, політик ХДС
- Енн Меттлер, Європейське право та економіка, чиновник ЄС
- Гвідо Мехлкоп, професор соціальних наук, емпіричних соціальних досліджень
- Альфред Мехтершаймер, політологія, історія та економіка, німецький офіцер, політолог, політик, політичний діяч і публіцист
- Крістофер Мец, директор Державного парламенту Саксонії
- Баша Міка, філософія, германістика та етнологія
- Пауль Мікат, юридичний наук, професор і міністр
- Фелікс фон Мікуліч-Радецький, медицина, гінеколог
- Сюзанна Міллер, історія, політологія та освіта, історик
- Альберт Міргелер, германіст, філософія та історія, історик
- Гансгеорг Модель, юрист, бригадний генерал
- Крістіан Мозер, англійська, німецька та порівняльна література, професор
- Пауль Молденгауер, юрист і політолог, імперський міністр і викладач університету
- Себастьян Молл, протестантська теологія, теолог
- Едуард Молль, класична філологія, викладач середньої школи
- Ганс Рігель молодший, економіст, підприємець
- Георг Моог, теолог, єпископ Старокатолицької Церкви
- Антон Морманн, юрист, дипломат
- Карл Мослер, Юриспруденція, Голова Суду
- Джойбрато Мукерджі, англійська філологія, генетика та освіта, англіст
- Патрік фон цур Мюлен, історія, політологія та філософія, історик
- Адріан фон Мюллер, дослідник, доісторик
- Бенно Йоганн Йозеф Мюллер, католицька теологія, професор бібліїстики
- Вальтер Мюллер, адвокат, голова регіонального суду
- Ганс Мюллер, юрист і фінансист, а також економіст, президент Федерального фінансового суду
- Гельмут Мюллер, філософія і теологія, римо-католицький теолог
- Герман Олександр Мюллер, історик мистецтва
- Йозеф Мюллер, філолог, натураліст і діалектний поет
- Карл Крістіан Мюллер, германіст, протестантська теологія, історія, філософія та географія, письменник
- Карл Мюллер, економіст та історія, політик
- Крістоф Мюллер, юрист, викладач університету
- Леопольд Мюллер, військовий лікар
- Міхаель Мюллер, історія, романистика та публічне право, видавець
- Аксель Мюллер-Гролінг, фізик, директор Фраунгоферового товариства
- Ганс-Мартін Мюллер-Лаубе, право та економіка, юрист
- Ральф Мюллер-Терпіц, юриспруденція, юрист
- Вольфрам Мюллер-Фрайенфельс, право та економіка, професор права
- Пауль Мюльхенс, юрист, мер
- Дітер Мютцельбург, право, соціальні науки та освіта, політик
- Карл фон Мюффлінг, званий Вайс (окружний адміністратор), юриспруденція, окружний адміністратор

### Н
- Андреа Налес, літературознавець, політик
- Бертольд фон Нассе, адвокат, прусський державний службовець
- Герман Нассе, фізіолог
- Ернст фон Нассе, юриспруденція, районний адміністратор
- Карл Фрідріх Вернер Нассе, медицина, психіатр
- Вальтер Нахріх, юрист, адвокат
- Ернст Неллессен, католицька теологія, теолог
- Ульріх Нерсінгер, філософія і теологія, журналіст
- Гарекін II Нерсісян, Верховний Патріарх і Католикос усіх вірмен
- Урсула Нієнгаус, німець, історія, освіта та філософія, історик
- Герман Лео Нікенберг, юрист, окружний адміністратор
- Йоганн Петер Ансельм Нікес, бенедиктинець
- Юрген Німпч, германіст і спортивна наука, мер Бонна
- Фрідріх Ніцше, філософ і теолог, письменник
- Петер Ной, історія, германістика та фольклор, історик
- Карл Август Нойгаузен, класична філологія, вчений старший радник
- Бернд Нойендорф, сучасна історія, політологія та соціологія, державний секретар
- Інґрід Нолл, германістика та мистецтвознавство, письменниця
- Вальтер Норден, історія, економіка, філософія, німецька та класична філологія, історик та місцевий вчений
- Едуард Норден, класична філологія, професор
- Петра Норр, юрист, федеральний суддя
- Берріс фон Нотц, юриспруденція, адвокат

### О
- Герман Обен, історія, історик
- Хельга Оберлоскамп, професор права
- Ернст Оберфорен, протестантська теологія, філософія, германістика та французька мова, політик DNVP
- Герта Оберхойзер, медицина, лікар концтабору Равенсбрюк
- Манфред Оемінг, протестантська теологія, філософія та освіта, професор теології
- Вальтер Ойкен, професор економіки, отримав докторський ступінь у 1913 році
- Бото цу Ойленбург, адвокат, прем'єр-міністр Пруссії
- Петер Гьотц фон Оленгузен, юрист, Голова Вищого регіонального суду
- Петер Гьотц фон Оленгузен, юрист, Голова Вищого регіонального суду
- Ганс Опперманн, класична філологія, професор
- Матіас Опперманн, історія та французька філологія, історик
- Марвін Оппонг, журналіст
- Клаус Отте, протестантська теологія, теолог
- Вальтер Отто, класична філологія, професор
- Хайке Отто, археологія, доісторія, рання історія та стародавня історія, генеральний директор

### П
- Мартін Пагенкопф, право і протестантська теологія, федеральний суддя
- Ернст Адольф Пагенштехер, право, викладач університету
- Тео Пайк, медицина, психологія та філософія, психіатр
- Дамаскінос Папандреу, історія Церкви, порівняльні релігієзнавства та філософія релігії, архієпископ
- Генріх Едуард фон Папе, юриспруденція, голова суду
- Уте Папе, географія та германистика, політик
- Райнер Пауза, медицина, германістика, комунікація та фонетика, артист кабаре
- Ульріх Паулі, право та японознавство, японознавство
- Герхард Пауль, суспільні науки та історія, історик
- Ансгар Пафф, католицький теолог, соборний канонік і єпископ-помічник
- Фолькер Пелле, юрист, дипломат
- Гайке Пеппельманн, доісторія та рання історія, історія та геологія середньовіччя, директор музею
- Герман Фрідріх Пертес, класичний філолог і вчитель середньої школи
- Гвідо Перуццо, юрист, міністерський чиновник
- Ганс-Ульріх Пефген, юриспруденція, професор права
- Вольфрам Пита, історія та філософія, історик
- Юрген Півоварський, Юриспруденція, Голова Суду
- Вінфрід Пільц, католицька теологія, священник
- Ернст Піпер, економіст, менеджер
- Луїджі Піранделло, романіст, письменник
- Альберт Пітерс, офтальмолог
- Елізабет Пітерс, історик мистецтва
- Пітер Пітерс, районний адміністратор
- Альгейдіс Плассманн, історія, історик
- Джозеф Плассманн, математик і астрономія, астроном
- Енгельберт Плассманн, філософія та католицька теологія, юрист
- Майкл Платтен, медицина, невролог
- Майкл Плетч, право та медицина, адміністративний юрист
- Альберт Поенсген, юриспруденція, голова Фінансового суду
- Курт Поенсген, юрист, банкір
- Оскар Поенсген, юрист, адміністративний юрист
- Уолтер Полі, професор права
- Петро Поліс, метеоролог, метеоролог
- Еберхард Поль, юрист, дипломат
- Пол Помп, юрист, районний адміністратор
- Ганс-Вольф фон Понікау, сільське господарство, художник
- Манфред Попп, ядерний фізик, фізик
- Ганс-Герт Поттерінг, право, політика та історія, колишній президент Європейського парламенту
- Андреас Предьоль, юрист, економіст
- Фрідріх Крістіан Прен, юрист, суддя і політик
- Гельмут Пресер, бібліотекар
- Карін Прін, юриспруденція та політологія, політик
- Отто Прокоп, медицина, судовий лікар
- Ульріх Профітліх, германіст і філософ, літературознавець і професор сучасної німецької літератури
- Вільгельм Прусський, глава дому Гогенцоллернів
- Штефан Пул, юрист, адвокат
- Лутц фон Пуфендорф, юрист, колишній державний секретар
- Антон Пфайфер, юрист, колишній державний міністр
- Ізабель Пфайффер-Пенсген, право та історія, генеральний секретар Культурного фонду Штатів
- Фрідберт Пфлюгер, політолог, колишній політик

### Р
- Гайке Рааб, державний секретар, політологія, публічне право та іспанська мова
- Леопольд Радемахер, юрист, член парламенту
- Оттілі Раді, мистецтвознавство та археологія, історик мистецтва
- Йозеф Марія фон Радовіц, юрист, дипломат
- Штефан Раец, юрист, мер
- Томас Райзер, філософія та класична філологія, юрист
- Йозеф Губерт Райнкенс, теолог, співзасновник і перший єпископ Старокатолицької церкви
- Крістіане Райтц, класична філологія та порівняльна лінгвістика, професор
- Беате Райх, юридичний секретар
- Ернст Райхель, право, дипломат
- Карл фон Рат, історія мистецтва, германістика, філософія та психологія, німецький історик мистецтва
- Андреас Реддер, історія та германистика, історик
- Манфред Редер, юрист, правоекстремістський політик
- Манфред ван Рей, історія та латина, історик та архівіст
- Барбара фон Рейбніц, класична філологія та філософія, класичний філолог
- Франц Реймер, професор права
- Харальд Рейндж, право та журналістика, федеральний генеральний прокурор
- Карл Рейнхардт, класичний філолог, греколог
- Ґерт Рейнхарт, правознавець та економіст, юрист
- Антонін Рейха, композитор, теоретик музики, педагог
- Сабіна Рель, юрист, політик
- Рудольф Ренгієр, юриспруденція, професор
- Генріх Реттген, романіст і англіст, архітектор
- Норберт Реттген, юрист, політик
- Ервін Рігер, германіст і романіст, письменник і перекладач
- Вальтер Рінг, історія, германіст та англіст, архівіст
- Вольф-Георг Рінге, юрист, професор права
- Андреа Рінгз, біолог, автор дитячих книжок
- Отто Рінтелен, юридичні та судові науки, районний адміністратор
- Буркхард Рітц, міністр сільського господарства Нижньої Саксонії
- Ернст фон Ріхтгофен, юрист, політик
- Густав Ріхтер, право та політологія, старший окружний директор
- Отто Ріхтер, класична філологія, історія та філософія, археолог
- Адольф Розе, фізика, почесний професор
- Юрген Розоріус, політологія, соціальні науки та соціальна історія, політик
- Юлія Ройшенбах, історик, політолог
- Герман Ромберг, германіст, актор
- Горст Ромейк, історія та англійські студії, архівіст
- Пауль Рондгольц, католицька теологія та юриспруденція, священник
- Ганс Крістоф фон Рор, юрист, промисловий менеджер і політик
- Міхаель Роршнайдер, Середньовіччя та Нова історія, Сучасна німецька література та політологія, Історик
- Гундула Росбах, юрист, адміністративний юрист, президент Німецького федерального пенсійного страхування
- Ернст Моріц Рот, вікарій, зарахований студент з 1922 по 1928 та з 1935 по 1936 роки
- Майкл Рот, теологія, професор
- Фердинанд Рот, медичний працівник, професор медицини
- Ґермар Рудольф, хімік, автор досліджень про газові камери, за які був засуджений за заперечення Голокосту
- Пітер Руенстрот-Бауер, право і політологія, колишній державний секретар
- Марк Руланд, юрист, політик
- Едуард фон Рункель, юриспруденція, районний адміністратор
- Гельмут Рупперт, теологія, журналіст
- Карстен Рупперт, історія, германістика, філософія та освіта, історик
- Йоганн Баптист Руссо, філософ, філолог та історія, німецький поет, журналіст і редактор
- Карстен Рюгер, Політологія, Німецькі студії, Англійські студії
- Крістоф Б. Рюгер, історія, класична філологія, класична археологія та філософія, провінційний римський археолог
- Мартін Рюкер, юрист, дипломат
- Лотар Рюль, юрист і політичні науки, колишній державний секретар Д.
- Ута Рюпінг, юриспруденція, віце-президент Державного суду Нижньої Саксонії
- Хінріх Рюпінг, юриспруденція, правознавець
- Генріх Мартін Рюттен, юрист, старший районний адміністратор
- Вольфганг Рюфнер, юриспруденція, правознавець
- Томас Рюфнер, юриспруденція, правознавець

### С
- Карл цу Сальм-Горстмар, політик
- Бото фон Сальпіус, юриспруденція, старший апеляційний радник
- Еріх Самсон, доктор права, професор
- Теодор ван де Сандт, юриспруденція, районний адміністратор
- Тіло Сарацин, німецький економіст
- Ойген Сель, природничо-математичний факультет, професор хімії
- Моріц Семіш, юрист, адміністративний чиновник і політик
- Денніс Сенд, театр, медіа та літературознавство та журналістика, журналіст
- Поль Сете, публіцист
- Нора Сех, математика та економіка, професор політекономії
- Людвіг Сімон, юрист, політик
- Андреас Сімонс, юрист і філолог, архітектор
- Ганс Сімонс, юрист і політолог, політолог і президент університету
- Людвіг Сімонс, юрист, політик
- Франц Скуч, класична філологія, професор у Бреслау
- Анна Слівка, науковець з питань освіти
- Рудольф Сменд, право, професор
- Вільгельм Смідт, історик, історик та директор архіву
- Фрідріх Снелл, теолог, політик
- Йоахім Соботта, юрист, журналіст
- Штефан Солтек, історія мистецтва, археологія та право, історик мистецтва
- Пол Спек, візантолог
- Роберт фон Бартон ген. фон Стедман, юриспруденція, окружний адміністратор
- Альберт Стіммінг, лінгвістик, романіст
- Ганс Йоахім Стовесандт, юрист, політик
- Хартмут Погге фон Страндманн, історія, філософія, географія, політика та економіка, історик
- Едуард Страсбургер, біолог, професор
- Генріх Стюренбург, класична філологія та лінгвістика, класичний філолог і педагог
- Отто Стюркен, юрист, начальник поліції
- Едвін Суермондт, історія права та мистецтва, історик мистецтва та колекціонер мистецтва

### Т
- Ельза Тальгеймер, музикознавство, філософія та історія мистецтва, музикознавець
- Штефан Тебрук, історія, історик
- Сабріє Тенберкен, тибетолог, соціолог і філософ, соціальний працівник і засновник організації Брайля без кордонів
- Герман-Йозеф Тенгаген, діловий журналіст і головний редактор
- Ханс-Гюнтер Тетемайер, політик
- Франц Тіло, юрист, окружний адміністратор
- Манфред Тіль, філософія, приватний науковець
- Фріц Тільманн, теолог, співзасновник Асоціації німецьких університетів
- Ганс Тітмайєр, економіст і соціальні науки, президент Бундесбанку
- Манфред Тітцель, економіст, професор
- Юрген Тоденхофер, юрист, політик
- Клаус Толксдорф, юриспруденція, голова Федерального суду
- Ганс Томае, психолог, філософія та історія, психолог розвитку
- Генріх фон Трейчке, історія, економіст, депутат Рейхстагу
- Норберт Трелле, католицький богослов, єпископ Гільдесхаймський
- Генріх Треттнер, економіст, генеральний інспектор Бундесверу
- Ганс Трімборн, медицина, художник
- Себастьян Трун, інформатика та штучний інтелект
- Андреас Тьоннесманн, мистецтвознавство та літературознавство

### У
- Габріеле Уельсберг, історія мистецтва, класична археологія, доісторія та рання історія, директор музею
- Арнд Уле, професор права
- Генріх Ульріхс, класичний філолог, професор університету в Афінах
- Еміль Унгар, медицина, судовий лікар
- Моніка Ункель, японолог
- Пітер фон Унру, директор парламенту землі Гессен
- Ігнац Урбан, філологія та природничі науки, ботанік
- Людвіг фон Урліхс, античні дослідження, професор
- Герд Уффельманн, юрист і фармацевт, юрист і фармацевт

### Ф
- Роберт Фабер, право і політологія, видавець
- Ернст Фабриціус, провінційний римський археолог і античний історик
- Ніколаус Фазолт, романистика, англістика, славістика та економіка, підприємець
- Крістоф Файт, лікар загальної медицини
- Август Генріх Гофман фон Фаллерслебен, справжнє ім'я. Август Генріх Гофман, автор пісень
- Гейно Фальке, фізик, астроном
- Герберт Фалькен, католицький теолог і філософ, художник і священник
- Ганс Йорг Фар, фізик, математик і філософія, астрофізик
- Клара Марі Фасбіндер, філософія, історія, мови, борець за мир
- Манфред Фаслер, фізик, медіазнавець
- Майя Феліцітас, графиня Шенбург-Глаухау, правознавець, громадський діяч
- Норберт Фельдгоф, католицьке богослов'я, генеральний вікарій, настоятель собору
- Еріх Фельдманн, філософія, освіта, психологія, історія та германістика, професор
- Томас Фельнер, класичний філолог, австрійський архівіст, історик і викладач університету
- Ельвіра Фельцер, класична археологія, класична філологія та історія мистецтва, археолог
- Арнольд Ферстер, вчений-натураліст, ботанік і ентомолог
- Ганс Ферстер, історик
- Ґюнтер Фергойґен, історія, соціологія та політологія, комісар ЄС
- Еріх Фехнер, філософія, соціологія, германістика, англістика, економіка та право, юрист і соціолог
- Горст Фехр, право та економіка, менеджер
- Фрідріх Філіппі, філолог, історик, професор у Мюнстері
- Генріх Фільхабер, юрист, менеджер
- Ульф Фінк, економіст, німецький політик
- Карл Марія Фінкельнбург, доктор медицини, професор
- Бертольд Фінкельштейн, хімік, теологія та економіка, економіст
- Волтер Фішер, адвокат, суддя
- Герман Фішер, юрист, менеджер банку
- Герман Еміль Фішер, хімія, професор
- Карстен Фішер, політолог, філософія та міжнародне право, політолог
- Пол Девід Фішер, Юрист, заступник державного секретаря
- Вольфганг Фішер-Боссерт, класична археологія, стародавня історія, біблійна та християнська археологія, класичний археолог і нумізмат
- Віктор фон Фішер-Тройенфельд, юрист, начальник поліції
- Йохен Фласбарт, економіка, політологія та філософія, державний секретар
- Макс Флеш, медицина, лікар
- Клаус-Теодор Фліднер, медицина, лікар
- Вернер Флуме, юриспруденція, професор
- Генріх Фогель, гірничий директор і депутат німецького рейхстагу
- Йоганнес Фоґель, історик і колишній генеральний секретар FDP у Північному Речовині
- Дідеріх Фолькманн, класичний філолог і ректор Fürstenschule Pforta
- Анна-Барбара Фольман-Шульц, класична археологія, археолог
- Сабіна Фольмар-Лібаль, юрист, німецький дипломат
- Гезіне Фольянті-Йост, політологія, соціологія та японознавство, професор японознавства
- Антон Фонк, юрист, районний адміністратор
- Ральф Форсбах, історія, політологія та міжнародне право, історик
- Ернст Форстгоф, юрист, конституційний та адміністративний юрист
- Йоганн Форстер, юрист, прусський адміністративний чиновник
- Фрідріх Франц, юрист, пізніше великий герцог Мекленбурга
- Герман Йозеф Фреде, католицька теологія, теолог
- Карл Ремігій Фрезеній, хімія, хімік
- Ернст фон Фрейберг, юрист, керуючий банком
- Екарт Джон фон Фрейенд, економіст, менеджер
- Екарт Джон фон Фрейенд, економіст, менеджер з нерухомості
- Віллі Фрейтаг, філософ, філософ
- Фріц Фремерсдорф, археолог, директор музею
- Герман Френкель, класична філологія та германистика
- Шарлотта Френкель, класична філологія, класична археологія та германістика, класичний археолог і вчитель середньої школи
- Анджела Фрідерічі, психолог, нейропсихолог
- Пауль Фрідлендер, класична філологія та археологія, грецький вчений
- Принц Фрідріх, право і політологія, великий герцог Баденський
- Принц Фрідріх Вільгельм, право, з 1888 — Фрідріх III, німецький імператор
- Йозеф Фрінгс, теолог, архієпископ Кельна
- Вольфрам фон Фріч, юрист, менеджер
- Ганс Фріч, адвокат, менеджер
- Карл Фройденберг, природничий, хімік
- Штефан Фрьоліх, політологія, англійська, іспаномовна та економіка, політолог
- Майкл Фукс, фармацевт, політик
- Йоганн Карл Фульротт, теологія, палеонтологія, зоологія, мінералогія, ботаніка, першовідкривач «неандертальця»
- Андреас Функе, юрист, професор права
- Манфред Функе, історія, історик
- Фріц Функе, пивоварний підприємець
- Гельмут Фусбройх, історія мистецтва, археологія та освіта, історик мистецтва
- Еміль Фьорстер, юрист, районний адміністратор
- Едуард Фюр, мистецтвознавство, філософія, психологія та соціологія, історик архітектури

### Х
- Август Хааг, вчитель середньої школи
- Хайнер Хаан, історія, історик
- Юрген Хабермас, філософія, історія та психологія, філософ і соціолог
- Марія Йоганна Хагемайер, юрист, перша німецька жінка-суддя
- Юрген фон Хаген, економіст і політолог, професор економіки
- Габріеле Хайнен-Кляїч, політологія, соціологія та германістика, політик
- Кунрат фон Хаммерштайн-Екворд, юрист і борець опору проти нацистського режиму
- Конрад Хан, юрист, районний адміністратор
- Майкл Хан, індолог, тибетолог
- Пітер Хан, юрист, представник асоціації
- Майкл Ханге, математик, президент Федерального відомства з інформаційної безпеки
- Густав Хансен, юрист, голова Ганзейського вищого регіонального суду
- Георг Хасенклевер, юридичні та судові науки, районний адміністратор
- Ганс-Еґон Хасс, германіст, філософія, психологія та романистика, германіст
- Гаральд Хау, економіст, фінансист
- Адольф Хаузер, хімік, генеральний директор Farbwerke Hoechst AG
- Ульріке Хауредер-Штрюнінг, геолог, державний службовець в адміністрації Бундесверу
- Адольф Хач, правознавець, адміністративний юрист та історик
- Герд Хегеманн, медицина, хірург
- Бетті Хейманн, класична філологія та санскрит, індолог
- Ульріх Хейфер, медицина, судовий лікар
- Барбара Хендрікс, історія та соціальні науки, політик
- Ренате Хендрікс, психолог, член парламенту
- Детлеф Хенше, юрист, профспілковий лідер
- Карл Людвіг Хеппнер, медицина, професор університету
- Вольфганг Хефермель, юрист, професор права
- Петер Хізен, германіст, філософія, католицька релігія та педагогіка, голова Асоціації державної служби Німеччини
- Майкл Хіллен, класичний філолог, головний редактор Thesaurus Linguae Latinae
- Юлія Хіллнер, історія, італійські та педагогічні науки, античний історик
- Едгар фон Хобе, юрист, районний адміністратор
- Вільгельм Хойзер, юрист, політик
- Герміне Хойслер-Еденхайзен, медицина, перший німецький гінеколог
- Герд Хойш, юрист, президент Алеманії Ахен
- Гренвіль Стенлі Холл, філософ, ранній американський психоаналітик
- Вільгельм Холленберг, теолог, пастор і політик
- Фріц Холтгоф, міністр освіти і спорту, міністр культури землі Північний Рейн-Вестфалія
- Стефан Хоппе, мистецтвознавець, історик мистецтва
- Ґетц фон Хоувальд, етнологія та латинознавство, історик
- Мейнхард Хоффманн, хімія, менеджер
- Клеменс Хох, юрист, політик СДПН
- Бйорн Хьокке, спортивна наука та історія для викладання в середній школі, політик
- Ульріке Хьофкен, міністр сільського господарства, економіки та романтики
- Рюдігер Хютте, міністерський чиновник

### Ц
- Ульріх Цайтель, правознавець, юрист і політик
- Карл-Гайнц Цвіблер, германістика та спортивна наука, бадмінтоніст
- Петро Цезар, юрист, політик
- Гюнтер Целлер, філософ
- Вальтер Циммерманн, мистецтвознавець, історик мистецтва
- Петра Софія Циммерманн, історія мистецтва, історик мистецтва
- Фердинанд Циркель, геолог, засновник петрографії
- Дітріх Ціллессен, протестантська теологія, професор
- Ернст Цітельманн, доктор права, професор
- Фрідріх фон Ціцевіц, юриспруденція, адвокат

### Ш
- Томас Шааршмідт, середньовічна та сучасна історія, політологія та старогерманські студії, сучасний історик
- Аннет Шаван, освітні науки, філософія та католицька теологія, дипломат
- Вольфганг Шамоні, японознавство, синологія та монголознавств
- Донат де Шапоруж, мистецтвознавець, історик мистецтва
- Рудольф Шарпінг, політологія, соціологія та право, політик
- Карл Альбрехт Шахтшнайдер, професор права
- Домінікус Швадерлапп, католицький теолог, соборний канонік і єпископ-помічник
- Еберхард Шварк, право та економіка, юрист
- Карл фон Шварц, адвокат, власник садиби та судовий чиновник
- Марія Швейцер, романистика, політик
- Вольфганг Швенткер, історія, германістика та філософія, історик
- Гайнц-Гельміх ван Шевік, психолог, політик ХДС
- Ніна Шеєр, юрист, політик
- Вальтер Шелленберг, адвокат, лідер СС
- Георг Шельген, католицька теологія та класична філологія, теолог
- Вольфганг Шен, правознавець та економіст, юрист
- Крістоф Шенбергер, професор права
- Фрідріх Шене, юриспруденція, районний адміністратор
- Герхард Шидермайр, професор права
- Георг Шиллінг, юриспруденція, правознавець
- Анжеліка Шима, реставратор
- Фердинанд фон Ширах, юрист, письменник
- Мартін Ширен, юрист, член парламенту
- Рудольф Шиффер, історик
- Теодор Шиффер, історія, романистика та класична філологія, історик
- Зігфрід Шіле, політологія, історія та латинська мова, спеціаліст з політичної освіти
- Віктор Шілі, німецький юрист, революціонер 1848/49 рр., навчався з 1831 по 1834 рр.
- Йоганн Шлезвіг-Гольштейн-Зондербург-Глюксбурзький, принц Шлезвіг-Гольштейн-Зондербург-Глюксбурзький з династії Глюксбургів
- Август Шлейхер, класичний філолог, лінгвіст
- Ульріх Шлі, історія, політологія, романистика та економіка, історик
- Катаріна Грефін фон Шліфен, право, соціологія, політологія та філософія, юрист
- Франц-Йозеф Шмале, історія, німецька мова та географія, професор історії середніх віків
- Йоганнес Шмальцль, юрист, державний службовець
- Адольф Шмеддінг, юрист, політик
- Август Теодор Шмеле, юриспруденція, районний адміністратор
- Аксель Шмідт, економіст, професор ділового адміністрування
- Бенджамін Шмідт, юрист, федеральний суддя
- Бернгард Шмідт, класична філологія, професор
- Ганс Шмідт, математик, природничі науки та медицина, бактеріолог та імунолог
- Герман Шмідт, юрист, політик
- Еберхард Шмідт, германіст, політолог
- Еміль Людвіг Шмідт, медицина, антрополог
- Йоганнес Шмідт, класична філологія та теологія, класичний філолог
- Клаус Шмідт, економіст, професор
- Клаус Шмідт, пастор і автор нон-фікшн
- Курт Шмідт, економіст, професор
- Петер-Мартін Шмідт, католицька теологія, соборний канон
- Фердинанд Август Шмідт, медицина, спортивний лікар
- Фріц Шмідт, адвокат, офіцер гестапо
- Штефан Шмідт, археолог, професор
- Бруно Шмідт-Бляйбтрой, юрист, міністерський чиновник
- Ганс Шмідт-Горикс, юрист, посол
- Карл Шмідт-Полекс, юрист, адвокат
- Йоганна Шмідт-Ренч, юрист, федеральний суддя
- Альфред Шмідт-Хопке, економіст, політик
- Вольфганг Шміклер, фізика, математика та хімія, професор фізики
- Арнд Шмітт, олімпійський чемпіон у шпазі в особистому заліку
- Бенедикт Шміттманн, юрист, соціолог
- Генріх Шміттманн, юриспруденція, голова суду
- Андре Шміц, юридичний секретар
- Герман Йозеф Шміц, католицька теологія, єпископ-помічник
- Герман Шміц, філософ, феноменолог
- Герман Шміц, історія та класична філологія, античний історик і вчитель середньої школи
- Едуард Шміц, юрист, районний адміністратор
- Елізабет Шміц, історія, борець опору проти націонал-соціалізму
- Йоганнес Шміц, філософ, політик Центристської партії
- Крістін Шміц, класична філологія та історія, професор
- Леонгард Шміц, класичний філолог та античний історик
- Патрік Шміц, економіст
- Томас Шміц, класична філологія, романистика та порівняльне літературознавство, класичний філолог
- Фердинанд Шміц, педагог, журналіст і краєзнавець
- Фрідріх Шміц, математик і природничі науки, ботанік
- Дороті Шміц-Кестер, германіст, філософія та соціальні науки, письменниця та журналістка
- Карл Шміц-Моркрамер, юрист, керуючий банком
- Матіас Шмокель, мистецтвознавство та право, професор права
- Вольфганг Шнайдер, медицина, професор внутрішньої медицини
- Герхард Шнайдер, філософ, германіст, теологія та історія, колекціонер мистецтва
- Готфрід Шнайдер, юрист, депутат німецького рейхстагу
- Джозеф Шнайдер, адвокат, голова Федерального соціального суду
- Конрад Шнайдер, історія, лінгвістика, архівіст і нумізмат
- Міхаель Шнайдер, германіст, державний секретар
- Норберт Шнайдер, юрист, політик
- Теодор Шнайдер, теологія і філософія, теолог
- Ульріх Шнайдер, офіційний представник асоціації, генеральний директор німецького Paritätischer Wohlfahrtsverband
- Фрідріх Еберхард Шнапп, право, професор
- Йоганнес Шнель, правознавець, історик права
- Еберхард Шнепф, професор фітопатології, біології
- Моніка Шніцер, економіст, професор
- Ганс Шніцлер, юрист, співробітник DBD
- Георг фон Шніцлер, юрист, менеджер IG Farben
- Барбара Шок-Вернер, мистецтвознавство та історія, майстер будівництва собору
- Генріх Корнеліус Шольтен, філологія, філософія, історія та історія мистецтва, політик
- Адольф фон Шольц, юрист, міністр фінансів Пруссії
- Ерхард Шольц, математик, історик математики
- Карл Шольц, юрист, політик
- Петер Шольце, професор математики
- Герхард Шорманн, історія, історик
- Вернер Шпіс, професор історії мистецтва, філософії та французької літератури
- Таде Матіас Шпрангер, юриспруденція, професор права
- Ганс-Людвіг Шрайбер, право та філософія, професор
- Юрген Шрайбер, юрист, генерал-майор
- Пітер Шрамм, юрист, районний адміністратор
- Уве Шрамм, юрист, колишній посол
- Ганс Шредер, професор медицини
- Герхард Шредер, федеральний міністр внутрішніх справ ФРН, федеральний міністр закордонних справ ФРН, федеральний міністр оборони ФРН
- Ашок-Олександр Шрідхаран, юрист, мер Бонна
- Мартін Штадельмаєр, іспанська та історія, державний секретар
- Берндт фон Штаден, юриспруденція, державний секретар
- Йоганнес Штайн, медичний працівник, професор медицини
- Франц фон Штайнакер, юриспруденція, окружний адміністратор
- Рольф Штайнгаузер, католицький богослов, соборний канонік і єпископ-помічник
- Пауль Штайнер, археолог та історія, археолог
- Йоганн Матіас Шталь, класична філологія, професор у Мюнстері
- Міхаель Штебер, юрист, професор права
- Ервін Штеттер, медицина, філософія та психологія, лікар загальної практики, медичний професійний політик і письменник
- Пауль Антон фон Штіль, (економіст, 1880—1938) економіст, математик і ботанік
- Андреа Штільдорф, історія та італійська мова, історик
- Карлгайнц Штокгаузен, фонетика та дослідження комунікації, композитор
- Стефан Штольц, професор математики
- Ганс Шторк, юрист, районний адміністратор
- Еберхард Штрауб, історія, мистецтвознавство та археологія, публіцист
- Генріх Штраус, юрист, політик
- Карін Штрук, романистика та германістка, письменниця
- Крістоф Штудт, історія, мистецтвознавство та політологія, сучасний історик
- Карл-Фрідріх Штукенберг, юрист, професор кримінального права
- Густав Браун фон Штумм, юрист, дипломат
- Маркус Штумпф, середньовічна та нова історія, германістика та історичні допоміжні науки та архівознавство, архівіст
- Оскар Штюббен, юрист, менеджер банку
- Рудольф Шультен, фізик і ядерний технолог
- Джо Шультхайс, художник інсталяції та графічний дизайнер
- Гюнтер Шульц, історик, історик
- Дітмар Шульц, юрист, державний секретар
- Ернст Шульц, медицина, психіатр
- Карл Шульц, юрист, адвокат
- Роберт Шуман, юрист, французький політик
- Ернст Фрідріх Шумахер, економіст, економіст
- Курт Шумахер, музикознавець, мистецтвознавець і філософ, композитор і публіцист
- Карл Шурц, філолог та історик, революціонер і політик
- Ірмгард Шюлер, історія мистецтва, археологія та історія, історик мистецтва

### Ю
- Вольфганг Юбергорст, філологія та японознавство, скульптор
- Горст Юбергорст, спорт, історія, германознавство та протестантська релігія, історик спорту
- Хольгер Юнг, юрист, місцевий політик (ХДС) і мер

### Я
- Фабіан Якобі, юрист, політик (AfD)
- Гюнтер Якобс, юриспруденція, правознавець
- Хрістос Яннарас, грецький богослов і християнський філософ, православний письменник
- Ганс-Герд Яух, філософія та право, арбітражний керуючий
- Ернст-Альфред Яух, германіст, історія та філософія, журналіст